# 2020年のスポーツ
< 2020年
2020年のスポーツ（2020ねんのスポーツ）では、2020年（令和2年）のスポーツ関連の出来事についてまとめる。
- 年度別スポーツ記事一覧

2020年前後：2019年のスポーツ - 2020年のスポーツ - 2021年のスポーツ

## できごと

### 通年
- 新型コロナウイルス感染症の流行 (2019年-)の影響で、大会の中止や延期が相次いだ。

### 1月
- 6日 - 【卓球】 日本卓球協会（以下JTTAと表記）はこの日午後に記者会見を開き、東京オリンピック卓球競技の日本代表候補選手男女合計6名を発表。男子は世界ランキング上位の張本智和（木下グループホールディングス）と丹羽孝希（スヴェンソン）を男子シングルス代表に、水谷隼（木下グループホールディングス）を団体戦（ダブルス）代表にそれぞれ選出した。一方、女子は世界ランキング上位の伊藤美誠（スターツコーポレーション）と石川佳純（全農）を女子シングルス代表に、平野美宇（日本生命レッドエルフ）を団体戦（ダブルス）代表にそれぞれ選出した。また今大会から新設される男女混合ダブルスについては水谷と伊藤のペアで出場することも併せて発表された[1]。
- 8日 - 【競艇】 名古屋地方検察庁特捜部は昨年7月に滋賀県大津市の琵琶湖モーターボート競走場で行われた競走で順位を不正に操作し、その見返りに現金300万円を受け取った八百長行為を行ったとして東京都在住の29歳の元選手と親戚の53歳の男を、モーターボート競走法違反容疑でそれぞれ逮捕。特捜部は二人の認否を明らかにしていないが[2]、その後の調べで10か所のモーターボート競走場で行われた18競走で同様の行為を行い約3400万円を受け取っていたことが判明し、特捜部は1月28日に二人を再逮捕[3]。その後名古屋地方裁判所は10月21日、元選手の男に対して懲役3年、追徴金3725万円の実刑判決を言い渡した[4]。
- 9日 - 【五輪】 国際オリンピック委員会（以下IOCと表記）の選手委員会は、人種差別など主に政治的抗議の際に行う「膝つき」を東京五輪で全面禁止することを発表。違反した場合は追放などの処分が科される[5]。
- 13日 - 【バドミントン】 この日早朝、 マレーシア・クアラルンプール近郊の高速道路で、前日のマレーシア・マスターズで優勝し帰国のため空港に向かっていた桃田賢斗（NTT東日本）らを乗せたワゴン車が前を走っていた大型ダンプトラックに衝突。ワゴン車の運転手は死亡。桃田らワゴン車に乗っていた全員が負傷した。桃田は命に別状はなく、自力歩行もできるが全身打撲、裂傷、さらに大量の出血で鼻骨骨折の疑いもあるとされた[6]。桃田は2日後の15日夕方に帰国。東京都内の病院に即刻入院し精密検査を受けた結果身体面には異常がなかったため17日に退院した。当面は静養する[7]。
- 19日 - 【卓球】 2019年度全日本卓球選手権大会最終日は男女シングルスの決勝戦が実施され、男子は宇田幸矢（JOCエリートアカデミー）が張本智和を接戦の末にゲームカウント4-3で下して大会初優勝を飾った[8]。女子は早田ひな（日本生命レッドエルフ）が準決勝で伊藤美誠に勝って決勝に進み、決勝では石川佳純をゲームカウント4-1で下してこれも初優勝を飾った[9]。
- 20日 - 【ラグビー】 日本大学ラグビー部はこの日、所属部員が大麻取締法違反により警視庁原宿署に逮捕されたことを受けて無期限の活動停止を部の公式ホームページ上で発表した[10]。
- 22日 - 【陸上競技】 『横浜国際女子マラソン』（2014年終了）の後継大会として2015年から開始された『さいたま国際マラソン』が、起伏が多く好記録が出にくいコース設定や毎年11月に宮城県で行われる『全日本実業団対抗女子駅伝競走大会』と時期が近く、有力選手の参加が少ないことから今年12月に予定されていた大会の開催を見送る方向であることがこの日判明。同大会を巡ってはさいたま市議会から見直しを求める声も挙がっていた[11][12]。その後1月27日に日本陸上競技連盟（以下、日本陸連と表記）から今年の同大会の開催見送り及び来年以降の国際大会選考会指定を外すことを正式発表すると同時に、一般の部が継続実施されるようサポートすることを明らかにした[13]。
- 23日 - 【ゴルフ】 第8回目となる日本プロゴルフ殿堂の顕彰者が東京都内で発表され、レジェンド部門は謝敏男（台湾）と中村兼吉（1974年没）、プレーヤー部門は岡田美智子と海老原清治がそれぞれ選出された。また昨年8月のAIG全英女子オープンを制した渋野日向子（RSK山陽放送）[注 1]が特別賞を受賞した[15][16]。さらに同殿堂理事長の松井功は「顕彰候補者が少なくなっている」ことを理由に世界ゴルフ殿堂に倣い2021年から2年おきに顕彰者を発表すること、また3年後の2023年を目処に日本ゴルフ協会（JGA）に移管し名称も『日本ゴルフ殿堂』に改称することを明かした[16]。
- 24日
  - 【水泳】 日本水泳連盟（以下、日本水連と表記）はこの日、連盟常務理事及び競技力向上コーチ委員長を兼摂する役員がハラスメント行為を行っていた件について、この役員に対して常務理事から平の理事へ降格させると共に競技力向上コーチ委員長を解任する処分を実施したことを発表した[17]。
  - 【卓球】 JTTAはこの日記者会見を開き、3月22日 - 29日に 韓国・釜山で開催される予定の第55回世界卓球選手権団体戦の男女日本代表選手5名を発表。男女とも東京オリンピック代表の3選手を順当に選出。また男子は2019年12月の世界選手権代表最終選考会で優勝した森薗政崇（BOBSON）と本年の全日本卓球選手権男子シングルス優勝の宇田幸矢（JOCエリートアカデミー）を選出し、女子は全日本卓球選手権女子シングルス優勝の早田ひな（日本生命）と日本協会強化本部推薦で佐藤瞳（MIKI HOUSE）[注 2]を選出した[18]。→1月6日の項も参照。
- 27日 - 【陸上競技】 日本陸連は中国国内での新型コロナウイルス肺炎流行の影響などにより、2月12日・13日に同国の杭州市にて開催予定であったアジア室内陸上競技選手権大会が開催取り止めとなったことを発表した[19]。
- 29日 - 【陸上競技・ゴルフ】 ワールドアスレティックス（以下WAと表記）は3月13日から3日間、 中国・南京市で開催予定だった世界室内陸上競技選手権大会を世界的な新型コロナの拡大により開催を1年延期することを発表。南京市での開催は変更しない[20]。また全米女子プロゴルフ協会（以下LPGAと表記）が 中国・海南島のジャン・レーク・ブルーベイGCで3月5日から4日間の日程で開催を予定していた『ブルーベイLPGA（英語版）』を同様の理由により中止にしたと米国USAトゥデイの電子版が報じ[20][21]、さらに翌30日にLPGAが正式発表した[22]。
- 30日 - 【陸上競技】 北海道新聞社はこの日、自社が事務局となっている北海道マラソン組織委員会（北海道陸上競技協会、北海道文化放送などが参加）の実行委員会の会議を開催し、2020年東京オリンピックの男女マラソン並びに競歩競技が札幌市で開催されることによる大通公園への大会競技本部設置などの影響及び東京パラリンピック大会期間中で運営要員が確保できないことなどを理由として、本年8月30日に開催する予定であった第34回北海道マラソンの開催を取り止めたことを社告で告示した。同大会が開催中止となるのは1987年に第1回大会を開催して以降、33年目で初となる[23]。
- 31日
  - 【プロボクシング】 「日本ボクシングコミッション（JBC）の不当な処分により試合ができなくなった」として亀田三兄弟（興毅・大毅・和毅）と所属事務所が総額6億6000万円を支払うようJBC等に求めていた裁判で、東京地方裁判所は亀田側の訴えを認めてJBCや理事長等に4550万円を支払うよう命じた。判決について亀田側は「金額は不満だがJBCの不当行為が認められたことで満足感がある」とした一方[24]、JBC側は「我々の主張が認められなかったことは大変残念である」とコメント[25]。その後JBC側は判決を不服として2月3日に、一方亀田側も賠償額に不満があるとして2月13日に東京高等裁判所にそれぞれ控訴した[26]。
  - 【陸上競技】 WAは、マラソンなど長距離競技の公式大会で使用するシューズに関する規則の修正を発表。大会の4か月前から購入可能、靴底の厚みは40mm以下。また複数の剛性プレートが埋め込まれたものなど要件を満たさないシューズは使用禁止となる。これにより、ナイキ製のヴェイパーフライ（販売済み・底厚37mm・プレート1枚）の使用は可能だが、非公式大会で2時間切りを達成したアルファフライのプロトタイプ（プレート3枚・未発売）は規制対象となる[27]。

### 2月
- 1日
  - 【陸上競技】 大阪城ホール（大阪府大阪市中央区）で行われた日本室内陸上競技選手権男子障害60メートル決勝で出場8選手中4人がフライングで失格となる前代未聞の事態が発生。最初のスタートで3人がフライングを犯して失格、2回目のスタートで1人がフライングを犯して失格となった。陣営からの抗議が続き約1時間30分後に行われた表彰式は無観客で開催されるなど荒れた展開となった[28][29]。
  - 【ゴルフ】 プロ51年目で今年73歳になる尾崎将司が千葉市内で行ったイベント終了後に今季も現役を続行する意向を表明。当初今年は中日クラウンズ（5月、愛知・名古屋GC和合）、ANAオープン（9月、北海道・札幌GC輪厚）、ダンロップフェニックス（11月、宮崎・フェニックスCC）の3試合に出場する予定だったが[30]、中日クラウンズとANAオープンはコロナの影響により中止となり[31][32]、また9月15日に千葉県内で行われたイベントの席上でダンロップフェニックスにも出場しない意向を表明した[33]。
- 2日 - 【陸上競技】 第69回別府大分毎日マラソン（大分市・大分マリーンパレス水族館前スタート→大分市営陸上競技場フィニッシュ）の視覚障害者女子の部で、道下美里（三井住友海上）が自ら保持する世界記録を1分52秒上回る2時間54分22秒の世界新記録を更新して優勝した[34]。
- 3日 - 【ゴルフ】 日本ゴルフツアー機構（以下JGTOと表記）は、 韓国の男子プロゴルフツアーのメジャー大会である『新韓東海オープン』を、韓国プロゴルフ協会（KPGA）、JGTO、アジアンツアーの共催競技として奈良県奈良市のKOMACCで9月10日 - 13日に開催することをこの日発表した[35][36]。
- 9日 - 【競艇】 兵庫県尼崎市の尼崎競艇第9競走のレース中、松本勝也操縦のボートが転覆。その後に後続艇に接触される事故が発生。松本は直ちに救助され救命措置を施した後同県西宮市内の病院へ運ばれたが死亡が確認された（48歳没）。練習及び競走中の事故により死亡したのは2013年11月の下関（山口県下関市）での鈴木詔子以来。また競走中に限定すれば2010年5月の若松（福岡県北九州市若松区）での岩永高弘以来の悲劇となった[37]。翌10日に死因は溺死だったことが兵庫県警から発表された[38]。
- 10日 - 【ゴルフ】 LPGAはこの日、2月のアジアシリーズツアー大会として開催を予定し、日本から渋野日向子（サントリー）と畑岡奈紗（フリー）が出場を予定していた『ホンダLPGAタイランド』（2月20日 - 23日、 タイ）[注 3] 及び『HSBC女子チャンピオンズ』（2月27日 - 3月1日、 シンガポール）の2大会について『新型肺炎の影響』を理由として中止することを発表[39][40]。これにより前月30日に中止が発表されていた『ブルーベイLPGA』（3月5日 - 8日、 中国・海南島）[41] と合わせ、LPGAツアー3大会が新型肺炎の影響により中止されることとなった。→1月29日の出来事も参照
- 13日 - 【プロボクシング】 昨年12月に現会長と現オーナーとのトラブルにより休会した「協栄ボクシングジム」のスタッフが中心となって設立した「協栄新宿ボクシングジム」の新規加盟がこの日行われた東日本ボクシング協会の理事会で承認された。会長には元日本スーパーバンタム級暫定王者の瀬藤幹人が就任した[42]。
- 14日 - 【スピードスケート】 ソルトレイクシティ（ アメリカ合衆国）で開催の2020年世界距離別スピードスケート選手権大会（英語版）2日目の女子チームパシュートで、日本（髙木菜那〈日本電産サンキョー〉、髙木美帆〈日本体育大学助手〉、佐藤綾乃〈全日本空輸〉）が優勝決定レースで2分50秒76の世界新記録を樹立、2連覇を果たすと共に2018年平昌オリンピックを含めて世界大会3連覇を果たした[43]。
- 17日 - 【陸上競技】 一般財団法人東京マラソン財団はこの日、3月1日に開催予定の東京マラソン2020について「新型コロナの影響を考慮し、一般部門（フルマラソン及び10km）のレースを全面的に取り止める」ことを発表。なお東京オリンピック男子マラソン選考会である男子と、女子及び車椅子マラソンのエリート部門については予定通り開催する方針を示した[44]。
- 19日 - 【ゴルフ】 ダイキン工業、琉球放送と日本女子プロゴルフ協会（以下JLPGAと表記）の三者は、3月5日 - 8日に開催を予定している2020年JLPGAツアー開幕戦の第33回ダイキンオーキッドレディスゴルフトーナメント（沖縄県南城市・琉球GC）について、『新型コロナの影響により、ギャラリーの安全を優先する』として4日間全て無観客試合として開催することを決定したことを発表。3日に行われる予定だった前夜祭、4日に行われる予定だったプロアマ戦については同様の観点から中止にすることも同時に発表した。なお同大会のテレビ中継（TBSテレビ系列局・BS-TBSなど）は予定通り実施する[45][46]。
- 20日 - 【陸上競技】 3月8日に開催される予定の名古屋ウィメンズマラソン（ナゴヤドーム前スタート→ナゴヤドーム内フィニッシュ）の主催者は、新型コロナ感染拡大の影響を考慮して一般参加の部を中止し、東京五輪女子マラソンのファイナルチャレンジレースとなるエリートランナーの部（約120名が参加予定）のみ実施すると共に、参加費も返還しないことを発表した。また開催当日は沿道での声援は自粛し、テレビやラジオで観戦するように呼びかけた[47][48]。
- 25日
  - 【ゴルフ】 日本プロゴルフ協会（以下PGAと表記）は東京都内で行った理事会で、4月23日から3日間、 台湾・林口ゴルフ場で開催予定だったPGAシニアツアー『富邦仰徳シニア盃』（フーボン・ヨートク・シニアカップ）を世界的な新型コロナ感染拡大を受け11月20日 - 22日に延期することを発表（延期日程は27日に発表）[49]。また同ツアー開幕戦である『金秀シニア沖縄オープン』（沖縄県名護市・かねひで喜瀬CC）は予定通り実施する方向であるものの今後の推移を見守るとした。また日本人選手・外国人選手問わず、トーナメントの開幕前14日以内に中国本土にいた選手については試合に出場できないことも同時に発表した[50]。
  - 【卓球】 国際卓球連盟（以下ITTFと表記）は3月22日から29日まで 韓国・釜山で開催を予定していた『世界卓球選手権・団体戦』を韓国国内での新型コロナ感染拡大の影響を受けて6月に開催を延期することを発表。現時点では6月21日から28日の開催を検討している[51]。→1月24日の出来事も参照
- 26日
  - 日本国内で新型コロナによる感染者が相次いでいることを受け、これ以上の被害を防止するためとして各競技の延期や中止の発表が相次いだ。
    - 【ラグビー】 トップリーグは2月29日・3月1日の第7節、及び3月7日・8日の第8節の合計16試合を延期。代替開催日は後日決定される[52]。
    - 【バスケットボール】 男子のBリーグは、2月28日から3月11日まで開催予定だったB1の第24 - 27節、B2の第25 - 27節の合計99試合の延期を発表[53]。また女子のWリーグも3月15日まで開催予定だったレギュラーシーズン全試合中止を発表。これにより2月23日終了の時点で順位が確定した[54]。
    - 【卓球】 Tリーグは、3月14日に両国国技館（東京都墨田区）で予定されていたプレーオフの延期を発表[55]。
    - 【ゴルフ】 プロゴルファーの上原彩子は、自身が企画し3月9日に沖縄県糸満市で開催予定だった首里城再建チャリティーゴルフ大会の中止をブログで発表[56]。
    - 【体操】 体操選手の内村航平の所属事務所は、3月18日に高崎アリーナ（群馬県高崎市）で開催予定だった内村の冠大会『KOHEI UCHIMURA CUP』を中止にしたことを発表[57]。
    - 【アイスホッケー】 アジアリーグは2月29日から開催予定だったプレーオフ決勝・アニャンハルラ（韓国）対サハリン（ロシア）戦を中止とし、両チーム優勝とすることを発表[58]。
    - 【陸上競技】 3月15日に島根県松江市で開催予定だった『まつえレディースハーフマラソン』及び同時開催の『日本学生女子ハーフマラソン選手権大会』も中止に[59]。

  - 【テニス】 元世界ランキング1位で、四大大会で通算5勝を挙げていたマリア・シャラポワ（ ロシア）がアメリカの雑誌に掲載された自身のエッセイで現役引退を表明[60]。
- 27日
  - 【ゴルフ】 日本プロゴルフ殿堂は、3月19日にパシフィコ横浜（神奈川県横浜市西区）の「ジャパンゴルフフェア2020」にて執り行う予定であった第8回殿堂顕彰式典について、同フェアが新型コロナの影響により開催中止になったことを受けて顕彰式典を2021年に繰り延べることを決定した。なお殿堂特別賞受賞の渋野日向子（サントリー）については、今年度のJLPGAツアー中に時機を見て表彰を行う意向を示している[61]。→1月23日の出来事も参照。
  - 【柔道】 全日本柔道連盟（以下、全柔連と表記）は、東京オリンピック柔道日本代表選手について、この日行われた強化委員会にて男子73kg級の大野将平（旭化成）、女子52kg級の阿部詩（日本体育大学）ら「力量がずば抜けており、他の候補選手と比して実力に大差がある」と認められた男女12階級の代表選手を承認し、決定した。なお男子66kg級については候補選手の力量が互角であることから4月の全日本選抜柔道体重別選手権大会の結果を受けて決定する方針[62]。
- 28日 - 【ゴルフ】 2020年JLPGAツアー開幕戦として行われる予定だった第33回ダイキンオーキッドレディスゴルフトーナメントは、当初「新型コロナの影響を考慮して4日間全て無観客試合として開催する」と2月19日に発表したが、その後日本政府の『大規模イベント開催の自粛要請』などを受け、主催者であるダイキン工業などが大会そのものを中止する決定を下した[63]。トーナメント自体が開催中止になったのは熊本地震の影響により大会直前に中止が決定した2016年のKKT杯バンテリンレディスオープン以来4年ぶりとなる[64]。またこの事態を受けてJLPGAは小林浩美会長名義で『ファンの皆様へ』と題する緊急声明を発した[65]。→2月19日の出来事も参照。
- 29日 - 【スピードスケート】 2020年世界スプリントスピードスケート選手権大会（ ノルウェー・ハーマル）の女子にて髙木美帆（日本体育大学助手）が148.870点で総合1位となり大会初優勝を果たすと共に、2018年に制覇したオールラウンド部門と併せて女子で史上5人目（日本人初）となる二冠に輝いた[66]。また同大会の男子では新濱立也（高崎健康福祉大学職員）が137.465点で総合1位となり、1987年の黒岩彰（国土計画）以来8年ぶりとなる同大会優勝を果たした[66]。

### 3月

#### 上期
- 1日 - 【陸上競技】 この日開催された東京マラソン2020（東京都庁前スタート→東京駅丸の内口行幸通りフィニッシュ）で、日本選手最高順位となる4位でフィニッシュした大迫傑（ナイキ）が、自らが2018年のシカゴマラソンで記録した2時間5分50秒を21秒更新する2時間5分29秒の日本新記録を樹立して東京オリンピック男子マラソン代表の座に前進した[67]。また日本記録更新により日本実業団陸上競技連合から二度目となる報奨金1億円が支給された[68][69]。
- 2日
  - いずれも【ゴルフ】
    - JLPGAと横浜ゴム、明治安田生命保険は今月13日 - 15日に開幕第2戦として開催を予定していた明治安田生命レディース（高知県香南市・土佐CC）について、新型コロナの拡大防止を図る日本政府のイベント自粛要請を受け、「政府の姿勢を重く受け止める」として大会の開催を中止することをこの日、決定した[70]。女子プロゴルフトーナメントが年間2試合以上開催中止となったのは2011年の東北地方太平洋沖地震（東日本大震災）に伴い3試合が中止となって以来[70]。
    - 日本高等学校ゴルフ連盟は今月25日 - 27日に開催を予定していた『2019年度全国高等学校・中学校ゴルフ選手権春季大会 文部科学大臣楯争奪第40回個人の部』（高等学校の部・富士スタジアムGC、中学校の部・滋賀GC〈いずれも滋賀県甲賀市〉）について、新型コロナの影響を受けて政府による全国の小中学校及び高等学校の臨時休校要請という事態への対処並びに大会出場者の移動や宿泊施設などで万全の対応を取れないとの判断により、最終的に関係各位の安全と健康が第一という観点から大会の開催を中止する決定をこの日下し、公式サイトにて告示した[71]。

  - 【フィギュアスケート】 2014年ソチオリンピックフィギュアスケート女子シングル金メダリストのアデリナ・ソトニコワ（ ロシア）がこの日、現役引退を表明した[72]。
  - 【ラグビー】 日本ラグビーフットボール協会（以下、日本ラグビー協会と表記）は、3月25日 - 31日に開催を予定していた第21回全国高等学校選抜ラグビーフットボール大会（埼玉県熊谷市・熊谷ラグビー場）について、新型コロナの影響及び全国の学校休校措置などを考慮し、この日、「現状では高校生以下の大会は開催できない」の判断から大会そのものを取り止める措置を執ることを発表した[73][74]。
- 4日 - 【ラグビー】 日本ラグビー協会は、本年4月25日・26日に東京スタジアム【味の素スタジアム】（東京都調布市）にて開催を予定していた男子セブンズ日本代表及び女子セブンズ日本代表の7人制ラグビー男女日本代表のテストマッチ大会『アジアセブンズインビテーショナル2020』について、世界的な広がりを見せる新型コロナの影響などで安全に大会を開催出来る保証がないなどとして大会中止を決定した[75][76]。
- 5日 - 【プロボクシング】 日本ボクシングコミッション（JBC）と日本プロボクシング協会はこの日、新型コロナ感染拡大を受け、国内での試合興行中止期間を3月31日までとしていた設定期間を4月15日まで延長することを決定。4月16日以後については後日協議の上決定する。この措置により4月4日に後楽園ホール（東京都文京区）にて開催する予定であった世界ボクシング機構（WBO）世界フライ級王座決定戦（中谷潤人【M.T】×ジーメル・マグラモ【 フィリピン】）は中止となり、開催期日を延期することとなる[77]。
- 7日 - 【アイスホッケー】 国際アイスホッケー連盟（IIHF）はこの日、3月31日 - 4月10日にハリファックス・トゥルーロ (カナダ)（英語版）（ カナダ）で開催を予定していた2020年女子アイスホッケー世界選手権について、新型コロナの世界的流行の影響を理由として中止することを発表した[78][79]。なお、2022年北京冬季オリンピック女子アイスホッケー競技出場権が本年の同大会終了時の世界ランキング上位6ヶ国に対して付与されることになっていたため、大会の中止という事態を受けてIIHFは改めて北京冬季オリンピック出場国決定方式について検討し直すことを明らかにした[79]。
- 8日 - いずれも【陸上競技】 
  - この日開催された2020年名古屋ウィメンズマラソン（ナゴヤドーム前スタート - ナゴヤドームグラウンド内フィニッシュ）に於いて、一山麻緒（ワコール）が大会新記録にして日本歴代4位かつ女子単独レースでは日本新記録[注 4]となる2時間20分29秒で優勝、野口みずき（当時：グローバリー）が2003年の大阪国際女子マラソンで記録した2時間21分18秒を大きく更新する日本選手国内最高記録を樹立すると共に、本年の大阪国際女子で松田瑞生（ダイハツ）が出していた東京オリンピック選考の最終1枠争いの標準タイムだった2時間21分47秒を上回り、東京オリンピック女子マラソン日本代表選手に決定した[81]。
  - 東京五輪男子マラソン最終選考会として行われた第75回びわ湖毎日マラソン（滋賀県大津市・皇子山陸上競技場発着）で、正規のスタート時刻である9時15分になってもスタートできないハプニングが発生。スタートピストルの機材トラブルが原因と見られる。選手は競技場内で一旦待機し、10分遅れの9時25分に改めてスタートした[82]。レースは一般参加で出走した作田直也（JR東日本）が日本人最高となる4位に入賞したが、タイムは2時間8分59秒に終わり、大迫傑がマラソン日本代表に内定した[83]。
- 9日 - 【スキー】 FISスキージャンプ・ワールドカップ女子個人第15戦（ ノルウェー・リレハンメル）にて髙梨沙羅（クラレ）が今季初優勝を飾り、自ら保持する女子ワールドカップ通算最多勝利を57勝と伸ばすと共に、女子初となる100回目[注 5]の表彰台（3位以内）登壇通算記録を達成した[84]。
- 10日 - 【卓球】 JTTAは4月21日 - 26日に北九州市立総合体育館（福岡県北九州市八幡東区）で開催を予定していた『2020 ITTF ワールドツアー プラチナ ライオン卓球ジャパンオープン荻村杯北九州大会』について、新型コロナの影響を考慮し、予定期日での大会開催を見送ることを決定。今後は情勢の推移を見極めつつ2020年内の開催に漕ぎつけることを目指す方針[85][86]。
- 11日 - 【フィギュアスケート】 国際スケート連盟（以下ISUと表記）は3月18日から カナダ・モントリオールで開催予定だった『2020年世界フィギュアスケート選手権』を新型コロナ感染拡大を受け中止することを発表。10月以降に代替開催が可能か否かを数週間のうちに結論を出すとしている[87]。
- 12日
  - 【ゴルフ】 LPGAはこの日、3月19日の週から再開する予定であったツアー3大会について、COVID-19（新型コロナ）の全米各地での感染拡大などの影響を理由として開催の中止を決定。特に今季メジャートーナメント第1戦として4月2日から5日まで開催されることとなっていたANAインスピレーション（カリフォルニア州：ミッションヒルズカントリークラブ（英語版））についてはシーズン後半戦となる今秋以後に日程を延期して開催する方針であることを明らかにしている[88][89]。
  - 【カーリング】 世界カーリング連盟は、3月14日から22日までプリンス・ジョージ（ カナダ・ブリティッシュコロンビア州）にて開催を予定していた2020年世界女子カーリング選手権大会について、新型コロナの拡散進行を理由として大会を中止することを発表した[90][91]。
- 13日
  - 【自動車】 国際自動車連盟（FIA）とフォーミュラ1オフィシャルはこの日、F1グランプリ2020シーズン開幕戦として開催される予定であったオーストラリアグランプリ（3月13日 - 15日、ビクトリア州メルボルン・アルバート・パーク・サーキット）について、マクラーレンチームのスタッフから新型コロナの陽性反応が出たことから競技を全て中止することを決定した[92][93]。なおF1オフィシャル責任者のチェイス・キャリーは、第2戦のバーレーングランプリ以後の日程については「現時点ではオーストラリアのみの決定だが、次戦以後に関しては調整する方針」としている[93]。
  - 【バレーボール】 国際バレーボール連盟（FIVB）は、新型コロナの影響などにより今年度に開催する予定であった男女のナショナルチームによる公式国際大会である『バレーボールネーションズリーグ2020』をこの日、「2020年東京オリンピック終了まで開催を延期する」ことを決め、公式サイトにて通知した[94][95][注 6]。
  - いずれも【ゴルフ】 
    - 全米男子プロゴルフのメジャー大会であるマスターズ・トーナメントを主催するオーガスタ・ナショナルGC（ アメリカ合衆国・ジョージア州）はこの日、4月に開催する予定であった同大会及びアマチュア女子のオーガスタ・ナショナル・女子アマチュア（英語版）の2大会について、新型コロナ感染拡大の影響を考慮して期日を延期することをクラブチェアマンのフレッド・リドリー（英語版）の名で発表した[96][97]。
    - JLPGAは、3月20日から3日間の日程で鹿児島県姶良市の鹿児島高牧CCでJLPGAツアー第3戦として開催予定だった『Tポイント×ENEOSゴルフトーナメント』を新型コロナ感染拡大の影響により中止することをこの日発表。これにより開幕戦の『ダイキンオーキッドレディス』から3戦連続で開催中止が決定した[98]。
- 14日 - 【カーリング】 世界カーリング連盟は、2020年3月28日から4月5日までグラスゴー・エミレーツ・アリーナ（ スコットランド）にて開催を予定していた2020年世界男子カーリング選手権大会について、新型コロナの拡散進行という事態を受け、感染拡大防止を図るスコットランド自治政府からの勧告に基づいて大会を中止する決定を行い[99][100]、またケロウナ（ カナダ）で4月18日から25日まで同時に開催する予定であった世界ミックスダブルスカーリング選手権及び世界シニアカーリング選手権の2大会についても開催を中止することを発表した[101][102]。

#### 下期
- 16日
  - 【ゴルフ】 アクサ生命保険は、JLPGA・テレビ宮崎との連名で3月27日から29日まで3日間の予定で開催することとなっていたアクサレディスゴルフトーナメント（宮崎県宮崎市・UMKCC）について、『新型コロナ完全防止に国家的そして世界的な課題として取り組む姿勢を重く受け止める』として大会中止を決定したことをこの日発表した[103][104]。これにより日本女子プロゴルフツアー大会は史上初の4試合連続中止という事態となった。また米国シニアのチャンピオンズツアーは、6月に千葉県成田市の成田GCで開催予定だった『マスターカード・ジャパン選手権』を同様の理由により中止にしたことを発表した[105]。
  - 【プロボクシング】  アメリカ合衆国のスポーツプロモーション最大手のトップランク社は、この日、同国各地で新型コロナ感染拡大が急速に進んでいることを受けて3月と4月に自社プロモートにより開催する予定であったプロボクシング興行を全面延期することを決定した[106]。これを受けて4月25日（現地時間）にネバダ州ラスベガスのマンダレイ・ベイ・イベント・センターで開催される予定であった世界三団体統一バンタム級タイトルマッチ：井上尚弥（大橋／世界ボクシング協会（WBA）スーパー・国際ボクシング連盟（IBF）王者） 対 ジョンリル・カシメロ（ フィリピン／世界ボクシング機構（WBO）王者）戦も試合が延期されることが決定した[107]。
- 17日
  - 【ゴルフ】 全米プロゴルフ協会（PGA）は5月にサンフランシスコで開催予定だった米国男子メジャー第2戦の『第102回全米プロゴルフ選手権』を新型コロナ感染拡大の影響により延期すること、また5月上旬まで行われるレギュラーツアー4試合を新たに中止にしたことをそれぞれ発表した[108]。→3月13日の出来事も参照
  - 【テニス】 フランステニス連盟（フランス語版）は、テニスのメジャートーナメントである全仏オープンについて『新型コロナの影響を考慮して、開催期日を延期する』決定を下したことを明らかにした。新しい開催期日は当年9月20日 - 10月4日を予定している[109][110]。
- 18日
  - 【ゴルフ】 JLPGA及びヤマハ、ヤマハ発動機の三者は4月2日から4日間、静岡県袋井市の葛城GC山名コースで開催予定だったJLPGAツアー第5戦の『ヤマハレディースオープン葛城』を「新型コロナ感染拡大が収まらない」として中止にしたことを発表。これで開幕から5戦続けて国内女子プロゴルフツアーが中止となる異常事態となった[111]。
  - 【テニス】 男子プロテニス協会（ATP）と女子テニス協会（WTA）はこの日、連名で新型コロナの感染拡大が世界各国で発生している状況を受け、全ての男女公式ツアー大会を6月7日まで開催中断することを発表。また男女世界ランキングについても中断期間中の更新を凍結する措置を執ったことも併せて発表した[112]。
- 22日 - 【競馬】 ドバイ政府は、3月28日にメイダン競馬場で開催予定だった『ドバイワールドカップデー』を新型コロナ感染拡大防止により、同国の入国に規制がかかっていることから中止にしたことを発表。同競走には日本から中央・地方合わせて20頭が出走予定だった[113]。
- 23日 - 【ラグビー】 日本ラグビー協会は、新型コロナの感染拡大を受けジャパンラグビートップリーグの残り42試合の中止を発表、リーグ戦は史上初の不成立となった。5月の日本ラグビーフットボール選手権大会は開催する方向で検討[114]。
- 25日 - 【水泳】 日本水連は東京アクアティクスセンター（東京都江東区）のこけら落としとして4月2日 - 7日に開催を予定していた第96回日本選手権水泳競技大会（競泳競技）について、この日の連盟理事会で一度は開催を確認したものの、同日夜に東京都知事の小池百合子が新型コロナ対策として『不要不急の外出自粛要請』などを打ち出した記者会見を受けて一転して大会の開催を中止することを決定した[115][116]。
- 26日
  - 【ゴルフ】 JGTOは東建コーポレーションとの連名で、4月16日から4日間の日程で三重県桑名市の東建多度CC・名古屋で開催予定だった男子ツアー国内開幕戦の『東建ホームメイトカップ』を新型コロナ感染拡大の影響により中止することを発表した。男子ツアー競技が中止になるのは2018年9月に北海道胆振東部地震の影響により開催を取りやめたANAオープン以来となる[117]。また男子下部ツアーであるAbemaTVツアーのうち、4月にいずれも福岡県内で開催予定だった『アイゴルフシェイパー・チャレンジ』と『ジャパンクリエイト・チャレンジ』を同様の理由により延期することも同時に発表した[118]。
  - 【バレーボール】 日本バレーボール協会（JVA）は、5月1日 - 6日に大阪市中央体育館（大阪府大阪市港区）で開催を予定していた第69回黒鷲旗全日本男女選抜バレーボール大会について、新型コロナ感染拡大の影響並びに大規模イベント開催にかかる安全面などの問題を理由として大会を中止することをこの日、大会共催者の毎日新聞社と共に発表した[119][120]。なお、同大会が中止になるのは1952年の第1回大会から数えて今回が初となる。
- 27日
  - 【柔道】 全柔連は、4月4日・5日に福岡国際センター（福岡県福岡市博多区）にて開催を予定していた2020年全日本選抜柔道体重別選手権大会について、新型コロナ拡大の影響及び連盟関係者及び出場予定選手の多くが首都圏に居住しており、自治体からの外出自粛要請が行われていることを考慮して開催期日を延期する措置をこの日執った。なお、新規開催期日については決定次第改めて告知することとしている[121][122]。
  - 【ゴルフ】 JGTO及びCBCテレビ（中部日本放送）、中日新聞社はこの日、名古屋GC・和合コース（愛知県愛知郡東郷町）にて4月30日から5月3日まで開催を予定していた男子プロゴルフツアー国内第2戦の『第61回中日クラウンズ』について、新型コロナの情勢を鑑み、観客や関係者等の安全確保が難しいものと判断して1960年の第1回大会開始以来初となる開催中止を決定したことを発表した[31][123]。
- 30日 - いずれも【ゴルフ】
  - JLPGAはスタジオアリスとの連名で、JLPGAツアー第6戦として4月10日から3日間開催予定だった『スタジオアリス女子オープン』（兵庫県三木市・花屋敷GCよかわコース）を新型コロナ感染拡大の影響により中止にしたことを発表。これで開幕から6戦続けてツアーが開催中止となる前代未聞の事態となった[124]。
  - PGA会長の倉本昌弘は、4月10日・11日の両日に沖縄県名護市のかねひで喜瀬CCで開催されるPGAシニアツアー開幕戦の『金秀シニア沖縄オープンゴルフトーナメント』をギャラリーを入れて予定通り開催することを発表。ただし状況次第で大会の中止の可能性があることも示唆した[125]。→2月25日の出来事も参照
- 31日
  - 【ゴルフ】 JLPGA及び熊本県民テレビ（KKT）、興和は4月17日から19日までの3日間、熊本県菊池郡菊陽町の熊本空港CCで開催予定だったJLPGAツアー第7戦の『KKT杯バンテリンレディスオープン』を新型コロナ感染拡大の影響により中止することを発表した[126]。なお、同大会の中止は2016年の熊本地震以来となる[注 7]。
  - 【柔道】 全柔連は4月19日に開催を予定していた皇后盃全日本女子柔道選手権大会（神奈川県横浜市中区・横浜文化体育館）、同月29日に開催を予定していた天皇杯全日本柔道選手権大会（千葉県千葉市中央区・千葉ポートアリーナ）の二大会について、新型コロナ感染拡大の影響によりそれぞれ期日を延期することを決定し、この日発表した。全柔連では両大会とも『年内に開催したい』としている[127]。

### 4月
- 1日
  - 【テニス】 ウィンブルドン選手権の主催者であるオールイングランド・ローンテニス・アンド・クローケー・クラブは、6月29日から開催予定だった同大会を新型コロナ感染拡大の影響により中止することを発表。大会で使用する芝コートに使用期限があるため延期は不可能とした[128]。
  - 【ゴルフ】 JGTOは、9月に開催予定の韓国プロゴルフツアーとの共催試合『新韓東海（シンハン・ドンヘ）オープン』を当初予定していた奈良県奈良市のKOMACCから 韓国・仁川広域市のゴルフ場に変更することを発表。新型コロナの感染拡大により渡航制限などが行われていることから大会主催者が十分な準備ができないとして会場を変更したものである[129]。→2月3日の出来事も参照
- 2日
  - 【ラグビー】 日本ラグビー協会は、5月23日及び30日に開催を予定していた第57回日本ラグビーフットボール選手権大会について、新型コロナ感染拡大の影響により安全な大会運営を担保できないこと並びに（出場チームの）準備期間が十分でないことを考慮して開催中止を決定したことを発表した[130][131]。
  - 【ゴルフ】 全英オープンを主催するロイヤル・アンド・エンシェント・ゴルフ・クラブ・オブ・セント・アンドリュース（R&A）は、米国のゴルフ雑誌の電子版が今年の第149回全英オープンを新型コロナ感染拡大により中止すると報じたことに触れ「中止を含めて検討しているところだが、正式決定にはもうしばらく時間がかかる」と表明した[132]。
- 3日
  - いずれも【ゴルフ】
    - JGTOは日本ゴルフ協会（JGA）、関西テレビ放送などの連名で、5月7日から4日間、千葉県印西市の総武CC総武コースで開催予定だった『アジアパシフィックオープンゴルフチャンピオンシップ ダイヤモンドカップゴルフ』を新型コロナ感染拡大の影響により中止することを発表。男子もこれで『東建ホームメイトカップ』『中日クラウンズ』に続いて3試合連続でツアー競技が中止となった[133]。
    - PGAはPGAシニアツアー開幕戦の『金秀シニア沖縄オープンゴルフトーナメント』（沖縄県名護市・かねひで喜瀬CC）及び第2戦の『ノジマチャンピオンカップ 箱根シニアプロ ゴルフトーナメント』（神奈川県足柄下郡箱根町・箱根CC）を延期することを発表。当初金秀シニアはギャラリーを入れた上での通常開催、またノジマチャンピオンカップは無観客試合として開催予定だったが、新型コロナを巡る昨今の事情を考慮して延期することとなった。両試合の延期日程は調整中[134]。→2月25日及び3月30日の出来事参照
    - JLPGAはこの日、JLPGAレジェンズツアー[注 8]第1戦として福岡雷山GC（福岡県糸島市）で開催を予定していた『ふくやカップマダムオープン』及びステップ・アップ・ツアーで佐賀県武雄市の武雄GCで開催を予定していた『九州みらい建設グループレディース』の2試合について、新型コロナ拡大防止の観点から大会の開催中止を決定した[135][136]。
    - 全米ゴルフ協会（USGA）はこの日、6月4日 - 7日に開催を予定していた『第75回全米女子オープンゴルフ選手権大会』（テキサス州ヒューストン：チャンオンズ・ゴルフクラブ）について、新型コロナ感染拡大防止を理由として開催期日を12月10日 - 13日に延期することを決定し、発表した。なお会場は変更されない[137][138]。

  - 【陸上競技】 日本陸連は、この日6月に大阪市で開催予定だった日本陸上競技選手権大会を新型コロナ感染拡大防止のためとして9月下旬から10月上旬に延期することを発表。また開催会場については調整中とした[139]。また日本選手権以外の主要競技大会（『長野マラソン』、『織田幹雄記念国際陸上競技大会』、『セイコーゴールデングランプリ（8月23日に延期）』など）についても同日、中止又は延期する措置を執ったことを明らかにした[140]。
- 4日 - 【水泳】 日本水連は、6月4日 - 7日に開催を予定していた『競泳ジャパンオープン2020（50m）』（神奈川県横浜市都筑区・横浜国際プール）について、新型コロナ感染拡大防止策の観点から大会の中止をこの日決定した[141][142]。
- 6日
  - いずれも【ゴルフ】
    - JGTO及び関西ゴルフ連盟は、5月21日から4日間、兵庫県神戸市北区の有馬ロイヤルGCで開催予定だった『第86回関西オープンゴルフ選手権競技』を新型コロナ感染拡大の影響を受け1年延期し、2021年5月20日から4日間の日程で同所で開催することを発表した[143]。
    - JLPGA及び大会主催者の産経新聞、フジテレビなどは、4月24日から3日間の日程で静岡県伊東市の川奈ホテルGC 富士コースで開催予定だったJLPGAツアー第8戦『第39回フジサンケイレディスクラシック』を新型コロナ感染拡大の影響により安全確保を第一として中止とすることを発表。これで開幕から8戦連続で女子ツアーが中止となった[144]。
    - R&Aは、7月16日から開催予定だった第149回全英オープン（ロイヤル・セントジョージズGC）を新型コロナ感染拡大の影響により中止することを正式発表した。大会が中止となるのは第二次世界大戦中の1945年以来75年ぶりとなる[145]。→4月2日の出来事も参照
- 8日
  - 【陸上競技】 ワールドアスレティックス（WA）は、東京オリンピックが2021年に延期になったことを受け、2021年夏に開催を予定していた第18回世界陸上競技選手権大会（ アメリカ合衆国・オレゴン州ユージーン・ヘイワード・フィールド）について、こちらも1年延期して開催期日を2022年7月15日から24日とすることをこの日発表した[146][147]。
  - 【プロボクシング】 ワタナベボクシングジムは、5月9日に大阪府堺市堺区の堺市立大浜体育館で開催を予定していた世界ボクシング協会（WBA）ライトフライ級世界スーパー王者・京口紘人の3度目の王座防衛戦（対 アンディカ・ゴールデンボーイ〈 インドネシア〉戦）について「新型コロナの感染拡大に伴う緊急事態宣言が発令されたことを受け、試合を中止する判断に至った」として開催を取り止めることを発表した[148]。
- 9日
  - 【ゴルフ】
    - JLPGAは、5月7日から4日間にわたり茨城県つくばみらい市の茨城GC東コースで開催予定だった国内女子メジャー第1戦の『ワールドレディスチャンピオンシップ サロンパスカップ』を新型コロナの影響及び日本政府から緊急事態宣言が発令されたことにより開催中止を発表。前週に行われる予定だった『パナソニックオープンレディース』（千葉県市原市・浜野GC）も7日に中止を発表しており、これで開幕から10試合連続の大会中止となった[149][150]。
    - 5月28日から31日まで茨城県鉾田市のザ・ロイヤルGCで開催予定だった男子プロゴルフ『〜全英への道〜ミズノオープン at ザ・ロイヤルGC』を新型コロナ感染拡大の影響により中止することを大会主催者のミズノ及びJGTOが発表した[151]。
- 13日
  - 【ゴルフ】
    - JLPGA及び大会主催者であるRKB毎日放送は5月15日から3日間、福岡市東区の福岡CC和白（わじろ）コースで開催予定だった『ほけんの窓口レディース』を新型コロナ感染拡大の影響により中止することを発表。これで開幕戦の『ダイキンオーキッドレディス』から11戦連続で女子プロゴルフツアーが中止となった[152]。
    - PGAは、PGA資格認定プロテストについて新型コロナ感染拡大の影響により緊急事態宣言が日本政府から発令されたことを考慮して8月以降に延期することを発表した[153]。

  - 【自動車】 前日の12日に行われたバーチャルレース中にスタッフに対して黒人を侮辱する差別的発言をしたとして、全米最大の統括団体「NASCAR」は日系人ドライバーのカイル・ラーソンに対して無期限の出場停止処分にしたことを発表。当該発言はライブ配信により多数の視聴者に聴取されていた[154]。その後所属チームはラーソンを解雇したことを発表した[155]。
- 14日
  - 【陸上競技】 日本学生陸上競技連合はこの日、6月5日 - 7日にShonan BMW スタジアム平塚（神奈川県平塚市）にて開催を予定していた『2020年日本学生陸上競技個人選手権大会』について、新型コロナ感染拡大の影響及び日本陸連からの競技会開催自粛要請、秋以後の各競技会日程などを考慮し、今年度の大会開催を中止することを発表した[156][157]。
  - 【ゴルフ】 PGAは、PGAシニアツアー第3戦・第4戦として予定されていた『涼仙モアサプライズカップ』（三重県いなべ市・涼仙GC）及び『スターツシニアゴルフトーナメント』（茨城県笠間市・スターツ笠間GC）、さらにシニア後援競技の『関文グループ鴻巣シニアオープン』（埼玉県鴻巣市・鴻巣CC）の各試合を新型コロナ感染拡大の影響により中止することを発表[158]。
- 15日 - 【ゴルフ】 JLPGA及び中京テレビ放送、ブリヂストンスポーツは、5月22日から3日間の日程で愛知県豊田市の中京GC石野コースで開催予定だった『中京テレビ・ブリヂストンレディスオープン』を新型コロナ感染拡大の影響により中止することを発表。これで開幕から12戦連続で女子プロゴルフツアーが中止となった[159]。
- 16日 - 【スケート】 ISUはこの日開催したオンライン理事会にて、新型コロナ感染拡大の影響で開催を延期する措置を執っていた世界ショートトラックスピードスケート選手権大会（ 韓国・ソウル）、2020年世界フィギュアスケート選手権大会（ カナダ・モントリオール）、世界シンクロナイズドスケーティング選手権（ アメリカ合衆国・レークプラシッド）の世界選手権3大会について、様々な可能性を検討した結果、新型コロナの終息が不透明であることや他の国際スポーツイベントとの兼ね合いなどを考慮して全ての大会について2020年中の開催を断念して正式に中止とすることを決定した[160][161]。→3月11日の項も参照。
- 17日 - 【ゴルフ】 JLPGA及び静岡朝日テレビ、リゾートトラストは5月28日から4日間、静岡県浜松市西区（現・中央区）のグランディ浜名湖GCで開催予定だった『リゾートトラストレディス』を新型コロナ感染拡大の影響により「安全を第一に考えた」として開催中止を発表。開幕戦から13戦連続の中止となり、開幕は早くても6月初めの『ヨネックスレディスゴルフトーナメント』（新潟県長岡市・ヨネックスCC）からとなる[162]。
- 18日 - 【フィギュアスケート】 2018年平昌五輪日本選手団コーチで、同五輪代表の田中刑事を指導したことで知られる42歳のスポーツインストラクターの男が、4月14日午後に兵庫県尼崎市内で無免許運転をした上に一時停止違反をとして兵庫県警尼崎北署に道路交通法違反で逮捕。調べに対して容疑を認めている[163][164]。
- 20日 - 【ゴルフ】 日本ゴルフ協会（以下JGAと表記）は新型コロナ感染拡大の影響を考慮し、6月から7月にかけて開催を予定していた第62回日本女子アマチュアゴルフ選手権競技及び第105回日本アマチュアゴルフ選手権競技の主催2大会について、10月以後に本大会の開催を延期することを決定すると共に、この2大会の予選会日程も併せて延期することをこの日発表した[165][166]。
- 23日 - 【陸上競技】 ヨーロッパ陸上競技連盟は8月25日 - 30日に開催を予定していた第25回ヨーロッパ陸上競技選手権大会（ フランス・パリ：スタッド・シャルレティ）について、新型コロナの影響によるリスクが大きいなどとしてフランス陸上競技連盟などとの協議の結果、大会の中止を決定したことを発表した[167]。
- 24日
  - 【バレーボール】 日本バレーボールリーグ機構（Vリーグ）は、上部組織の日本バレーボール協会（JVA）が新型コロナ感染拡大防止の観点などから8月末までのJVA主催大会の中止・延期を決定したことを受けて[168]、6月下旬から7月にかけて開催を予定していた『2020V・サマーリーグ女子大会』（東部大会：黒部市総合体育センター〈富山県黒部市〉、西部大会：スカイホール豊田〈愛知県豊田市〉）及び8月22日・23日に開催を予定していた『2020Vリーグジュニア選手権大会』（三重県津市）の主管大会についてそれぞれ中止することを決定し、この日発表した[169]。
  - 【ゴルフ】 JGTOは、6月4日開幕予定だった国内男子メジャー大会第1戦の『日本ゴルフツアー選手権 森ビルカップ Shishido Hills』（茨城県笠間市・宍戸ヒルズCC西コース）及び6月25日開幕予定だった『ダンロップ・スリクソン福島オープン』（福島県西白河郡西郷村・グランディ那須白河GC）のツアートーナメント2大会及び下部ツアーであるAbemaTVツアー2大会の開催中止並びに1大会の期日延期をこの日発表した[170][171]。またJLPGAも大会主催者との連名で、6月5日から開催予定だった『ヨネックスレディスゴルフトーナメント』も同様の理由により中止することを発表。これで開幕から14戦連続で女子ツアーが中止となった[172]。
- 26日 - 【総合】 全国高等学校体育連盟（以下高体連と表記）はこの日行ったウェブ上での臨時理事会において、群馬県を中心とした21府県にて8月10日 - 24日の日程で開催予定だった令和2年度全国高等学校総合体育大会（インターハイ）を新型コロナの感染拡大の影響により中止することを発表。無観客での開催や規模縮小も検討されたものの、追加経費などの問題が発生するため開催を断念した[173][174]。なお高体連は定時制・通信制高等学校の大会である全国高等学校定時制通信制体育大会も併せて開催中止とすることも発表した[173]。
- 27日 - 【ゴルフ】 JGAは新型コロナ感染拡大防止の観点からこの日、2020年度〈令和2年度〉の日本ジュニアゴルフ選手権競技・日本学生ゴルフ選手権競技・日本女子学生ゴルフ選手権競技、全国小学生ゴルフ大会の主催4大会全ての開催中止を決定し、発表した[175][176]。
- 28日
  - 【総合】 日本中学校体育連盟（以下中体連と表記）は、8月17日 - 25日に東海四県で開催を予定していた『令和2年度全国中学校体育大会』（夏季大会）について、新型コロナ感染拡大の影響を考慮して開催の中止をこの日決定し、加盟都道府県連盟などに通告した。なお本年度の冬季大会については情勢を見極めた上で開催可否を慎重に判断して決定するものとした[177][178]。
  - 【卓球】 Tリーグはこの日行ったテレビ会議で、2月に延期を発表したプレーオフについて中止することを決議。これによりレギュラーシーズンの成績がそのまま最終順位となり、男子は木下マイスター東京、女子は日本生命レッドエルフの優勝が確定した[179]。→2月26日の出来事も参照

### 5月
- 1日 - いずれも【ゴルフ】
  - JLPGAは新型コロナによる大会中止が相次いでいることを受け、「新型コロナウイルス感染症対策特別規定」を一部見直し。内容は体温が37.5℃以上ある選手は指定練習日であっても本戦出場は不可能とすること、また韓国や台湾など、日本に渡航できない選手を対象に特別保障制度の対象とするなど。また2018年から年2回行われている「リランキング制度」は今年は実施しないことを一旦発表したが、その後5月25日に再度実施することを発表した[180]。→5月25日の項も参照。
  - PGAツアーは、新型コロナによる大会中止及び延期が相次いだことを受け、各選手の2020年のシード権を翌2021年まで延長する特別措置を講じることを公式サイトなどで発表[181]。
- 4日 - 【水泳】 国際水泳連盟（FINA）は、2020年東京オリンピックが2021年に延期されたことに伴い、同年7月に日本の福岡市で開催予定である第19回世界水泳選手権について、これを1年延期して2022年5月13日 - 29日に新たな日程を設定すると共に、世界選手権終了後に開催する世界マスターズ水泳選手権（福岡市・熊本市・鹿児島市）についても同じく1年延期として同年5月31日 - 6月9日に開催することを決定し、両大会の新規日程についてFINA公式サイトで発表した[182][183]。
- 5日 - 【水泳】 欧州水泳連盟（LEN）は、当初は本年5月に開催する予定とし、新型コロナの影響により一時は8月に延期を決めていた『2020年ヨーロッパ水泳選手権』（ ハンガリー・ブダペスト）について日程を1年先送りとし、新しい日程を2021年5月23日 - 6月6日に設定したことを発表した[184][185]。
- 8日
  - 【ゴルフ】 JLPGA及びサントリーホールディングス、フジテレビ、関西テレビの大会主催三者は、6月11日 - 14日に神戸市北区の六甲国際GCで開催を予定していたJLPGAツアー第15戦『宮里藍 サントリーレディスオープンゴルフトーナメント』を、新型コロナの影響などにより中止とすることを決定し、大会公式サイトにて告知した[186][187]。またJLPGAは7月2日から4日間、横浜市旭区の戸塚CCで開催予定だった同ツアー第18戦『資生堂 アネッサ レディスオープン』も同様の理由により中止することを発表した[188]。
  - 【陸上競技】 横浜マラソン組織委員会事務局は、11月1日に開催予定だった2020年大会について新型コロナ感染拡大が収束していないとして中止することを発表、なお4月30日に参加エントリーが締め切られたが、参加予定者に参加料を支払う義務はないことも合わせて発表した[189]。
  - 【バレーボール】 国際バレーボール連盟（FIVB）は、3月13日に一度は今年8月以降への開催延期をアナウンスしていた加盟国による公式国際大会『バレーボールネーションズリーグ2020』について、「新型コロナの影響で安全確保に自信が持てない」として男子・女子の全ての日程をキャンセルして今年度の大会そのものを中止することをこの日決定し、公式サイトにて通知した[190][191]。この結果、インドアバレーボールは東京オリンピックの1年延期及びネーションズリーグの中止という事態により今年度の公式国際試合は開催されないことになった。→3月13日の項も参照
- 12日 - 【ゴルフ】 JLPGA及び大会主催者のニチレイなどは、6月19日から3日間の予定で千葉市若葉区の袖ヶ浦CC新袖コースで開催予定だったJLPGAツアー第16戦『ニチレイレディス』を新型コロナ感染拡大の影響により中止することを発表。これでJLPGAツアー全37戦のうち17試合が中止となった[192]。
- 13日 - 【ゴルフ】 JLPGAは日本ハム、北海道新聞社との連名で7月9日から4日間の日程で北海道苫小牧市の桂GCで開催予定だったJLPGAツアー第19戦『ニッポンハムレディスクラシック』を新型コロナ感染拡大の影響により中止することを発表。これで半数近い18試合が中止となる事態になった[193]。
- 14日 - 【ゴルフ】 PGAは、7月2日 - 5日に開催を予定していた男子ツアー公式戦の第88回日本プロゴルフ選手権大会（栃木県日光市・日光CC）について、新型コロナ感染拡大の影響を理由として日程をサスペンドすることをこの日決定した。JPGAでは関係各所との協議を行った上で6月15日に開催する定例理事会にて同大会の新しい開催日程に関して方向を打ち出すこととしている[194][195]。
- 15日 - 【ラグビー】 日本ラグビー協会は、6月と7月に国内で開催を予定していたラグビー日本代表（男子15人制）のテストマッチについて、『新型コロナの影響で準備を万全に出来ない』などとして開催中止を決定したことをこの日発表。中止となった試合は日本対 ウェールズ（6月27日・静岡県袋井市：エコパスタジアム）、日本対 イングランド（7月4日・大分県大分市：昭和電工ドーム大分、7月11日・兵庫県神戸市兵庫区：ノエビアスタジアム神戸）の3試合。日本協会では国際統括団体であるワールドラグビーと連携を取りつつ新しい試合日程を検討するとしている[196]。
- 21日 - 【ラグビー】 国際リーグ・スーパーラグビーに参戦しているサンウルブズが、新型コロナの影響により中断しているリーグ戦の代替大会として7月に オーストラリア国内で開催される試合の参戦を「渡航期限がクリアできない」との理由で断念する考えであることを発表。既に今シーズン限りでリーグから除外されることが発表されており、チームも5月末をもって解散する見込みであったが[197]、6月1日にチームの解散、5年間の活動にピリオドを打つことが運営母体であるジャパンエスアールから正式に発表された[198]。
- 25日 - いずれも【ゴルフ】
  - JLPGAはこの日行ったオンライン会見で、新型コロナの影響で2020年シーズンのツアー大会18試合やステップアップツアーの数試合が中止となったことを受け、2020年度及び2021年度のツアーシーズンを統合し、「JLPGAツアー 2020年‐2021年シーズン」及び「JLPGAステップ・アップ・ツアー2020年‐2021年シーズン」として2年間でワンシーズンとした形で開催することや、また5月1日の記者発表時点では実施しないことを決めていた賞金ランキングによるツアー出場権利を付与するリランキング制度を実施することとし、シーズン21試合消化後に第1回のリランキングを、その後の7試合後に第2回のリランキングをそれぞれ実施する。更に2020年シード選手にはメジャー大会（日本女子オープン、日本女子プロ、リコー杯）と公認競技（TOTOジャパンクラシック）を除く34試合の出場権を保障した上で、34試合終了時点でその時点の獲得賞金額によるリシャッフルを実施してツアー出場権を確定させるなどの開催方式を取り纏めて発表した[199][200]。→5月1日の項も参照。
  - 日本高等学校ゴルフ連盟はこの日、8月23日 - 29日にサンヒルズCC（栃木県宇都宮市）で開催を予定していた『2020年度全国高等学校ゴルフ選手権大会』及び『2020年度全国中学校ゴルフ選手権大会』（いわゆる緑の甲子園）について、新型コロナの影響を理由として開催を中止したことを発表。なお12月に代替大会開催の検討を行っていることも併せて明らかにした[201]。
- 28日
  - 【陸上競技】 1897年に開始され、日本人選手では瀬古利彦や川内優輝などが優勝したことで知られるボストンマラソンが新型コロナの影響により創設以来初めて中止することを主催者が発表。当初は4月開催から9月14日に日程を一旦変更したが、地元のボストン市長が多数のランナーの参加に懸念を示し中止に至ったもの。なおその代わりとしてバーチャルレースを実施し、6時間以内に完走した場合は記念品を贈呈するとした[202][203]。
  - 【水泳】 カナダ水泳連盟（英語版）は、2022年に開催を予定していた『第14回パンパシフィック水泳選手権』について、新型コロナの影響により東京オリンピックや世界選手権の日程変更などが行われたことから当初予定していた日程での開催が難しくなったとして、環太平洋地域主要3ヶ国（ 日本、 アメリカ合衆国、 オーストラリア）の同意を得て大会を2026年に延期すると共に開催国も カナダで据え置くことが決定したことをこの日発表した[204][205]。
- 29日
  - 【総合】 日本スポーツ協会は一部競技の先行開催を含めて9月18日 - 22日の5日間、愛媛県にて開催を予定していた『日本スポーツマスターズ2020愛媛大会』について、新型コロナ感染拡大の影響などを理由に中止と決定したことをこの日発表した[206][207]。
  - 【ゴルフ】 JLPGAは大東建託との連名で、7月23日から26日まで札幌市南区の滝のCCで開催予定だったJLPGAツアー『大東建託・いい部屋ネットレディス』を選手やギャラリー、ボランティアの安全確保が優先として中止にしたことを発表。これで全37戦のうち半分以上の19試合が中止となった[208][209]。
- 31日 - 【陸上競技】 大阪府知事の吉村洋文はこの日近畿ローカルで放送された大阪・毎日放送のテレビ特番に出演し、今年11月29日に開催予定の『第10回大阪マラソン』の開催について関係各所と現在調整中とした上で「新型コロナ感染拡大の影響により開催が困難である見通しである」と発言[210]。さらに6月2日に大阪府庁内での記者の囲み取材に対しても「開催は難しいと思う」と語った[211]。

### 6月
- 1日 - 【ゴルフ】 JGTOは大会主催者の九州朝日放送との連名で、8月27日から4日間の日程で福岡県糸島市の芥屋（けや）GCで開催予定だった『RIZAP KBCオーガスタゴルフトーナメント』の本年の開催を断念することを発表した[212]。
- 3日 - 【ゴルフ】 JLPGAはこの日、6月25日 - 29日に開催予定の『アース・モンダミンカップ』（千葉県袖ケ浦市・カメリアヒルズCC）について、今季（2020-21シーズン）開幕戦として『無観客試合』で開催する方向で準備を進めると共に、インターネットライブで競技中継を予定していることを発表[213][214]。ただしテレビの地上波放送等は行わず、報道関係者の現地取材も禁止する見込み[214]。一方10月22日 - 25日に開催を予定していた『NOBUTA GROUP マスターズGCレディース』（兵庫県三木市・マスターズGC）については、主催者の延田グループなどとの協議の上で大会を中止することも併せて発表した[215][216]。
- 4日 - いずれも【陸上競技】
  - 日本陸連はこの日、オンライン理事会を開催して新型コロナの影響により今年度の全国高等学校総合体育大会（第73回全国高等学校陸上競技対校選手権大会）及び全国中学校体育大会（第47回全日本中学校陸上競技選手権大会）が中止になったことを受け、10月23日 - 25日に開催予定の『第36回U20／第14回U18日本陸上競技選手権大会』（広島市安佐南区・エディオンスタジアム広島）を高校生限定に、10月16日 - 18日に開催予定の『JOCジュニアオリンピックカップ 第51回U16陸上競技大会』（横浜市港北区・日産スタジアム）を中学生限定とし、今年度に限り参加資格と実施種目を定めた上で開催することを決議した[217][218]。また当初6月に開催を予定し、新型コロナの影響で日程を延期していた『第104回日本陸上競技選手権大会』について、混成競技の部を9月26日・27日に長野市・長野市営陸上競技場にて開催し、トラック・フィールド種目などを実施する本大会について10月1日 - 3日に新潟市中央区・デンカビッグスワンスタジアムにて開催することをこの日発表した[219][220]。
- 5日 - 【ゴルフ】 JGAはこの日開催した定例理事会にて、新型コロナの影響を理由として男子の『日本アマチュアゴルフ選手権競技』及び女子の『日本女子アマチュアゴルフ選手権競技』の2大会の開催中止を決定した。男子の日本アマは1940年及び1943年 - 1949年まで戦争や戦後の混乱期などの影響で中止された例はあるが、女子の日本女子アマは1959年の第1回大会開催から数えて初の中止となる。なお協会ではプロツアーの大会に組み込まれている『日本シニアオープンゴルフ選手権競技』『日本オープンゴルフ選手権競技』『日本女子オープンゴルフ選手権競技』の主催3大会については現時点で開催の方針で検討していることも明らかにしている[221][222]。
- 6日 - 【プロボクシング】 元WBA世界ライトフライ級王者の具志堅用高が会長を務め、1995年に東京都杉並区に開業した『白井・具志堅スポーツジム』が7月31日を持って閉鎖することを発表。閉鎖の理由として具志堅は「年齢的にこれまでのように情熱をもって選手を指導することができなくなった」と述べた。現在いる所属選手は同ジムが責任をもって移籍先を探すとした。同ジムは元WBC世界ライト級王者の比嘉大吾が所属したことで知られている[223]。
- 9日 - 【ゴルフ】 全米女子プロゴルフのメジャー大会『エビアン選手権』（ フランス・エビアンリゾートGC）の主催者は、新型コロナ感染拡大の影響により安全確保が難しいとして今年の大会を中止することを発表。従来は7月に行われているが、今年は東京五輪の延期を受けて8月6日からの日程に変更されていた[224][225]。
- 11日 - 【ゴルフ】 PGAは、8月21日から3日間、静岡県裾野市の裾野CCで開催予定だったPGAシニアツアー『ファンケルクラシック』をコロナの影響により安全確保を最優先にするとして中止することを発表[226]。
- 12日
  - 【剣道】 全日本剣道連盟はこの日、本年開催予定であった第68回全日本剣道選手権大会（11月3日／会場未定）並びに第59回全日本女子剣道選手権大会（9月13日／長野市真島総合スポーツアリーナ（ホワイトリング））について、新型コロナ感染拡大によるスポーツイベント自粛の影響で各地での予選大会を通常通りに実施できないことを考慮し、予定通りの日程での本大会開催を見送ることをこの日決定し発表した。なお、男女の全日本選手権についてはコロナ問題の推移や感染防止策などを考慮し、2021年1月から3月の間で開催を検討するとともにその最終判断を10月末に行うことも併せて告知した[227][228]。
  - 【自動車】 国際自動車連盟（FIA）はこの日、F1世界選手権シリーズの日程について、日本グランプリ、アゼルバイジャングランプリ、シンガポールグランプリの3大会について、新型コロナの影響で開催を中止することを発表した[229]。これを受け、鈴鹿サーキット（三重県鈴鹿市）を運営するモビリティランドは、10月9日から3日間の日程で同所で開催予定だったF1日本グランプリの開催中止を発表した。これにより、1987年から続いていた日本でのF1グランプリ[注 9] の連続開催が途絶えることになった[230]。
  - 【陸上競技】 大阪マラソン組織委員会は、11月29日に開催予定だった第10回大会を新型コロナ感染拡大防止として中止することを発表。これについては大阪府知事の吉村洋文がテレビ番組や記者の囲み取材で「今年の開催は難しいのではないか」とコメントしていた[231]。→5月31日の出来事も参照
  - 【ゴルフ】 JLPGA、サマンサタバサジャパンリミテッド及びGMOインターネットは、7月17日から3日間の予定で茨城県稲敷郡阿見町のイーグルポイントGCで開催予定だった『サマンサタバサ&GMOインターネット ガールズコレクション・レディーストーナメント』を新型コロナ感染による安全確保が優先として中止することを発表。JLPGAツアーの大会中止はこれで21試合目で、また7月に予定されていた4試合がすべて中止となった[232]。また9月10日 - 13日に開催を予定している『第53回日本女子プロゴルフ選手権大会コニカミノルタ杯』（岡山県笠岡市・JFE瀬戸内海GC）で当初7月22日に茨城県常陸大宮市の静ヒルズCC）及び7月29日にJFE瀬戸内海GCの両日に予定していた予選会を新型コロナの影響により中止することを決定した。なお、JLPGAでは予選会中止という事態を受けて今年度に限り本大会出場資格（日本女子プロゴルフ選手権大会規定第1条第3項及び第4項）を改定することを併せて決定した[233][234]。
- 15日 - 【ゴルフ】 PGAは、新型コロナの影響を理由として開催をサスペンドする措置を執っていた男子ツアー公式戦の第88回日本プロゴルフ選手権大会（栃木県日光市・日光CC、当初予定は7月2日 - 5日）について、今年度の開催を断念し、開催コースを据え置いた上で1年後の2021年7月1日から4日までの4日間で第88回大会を開催することを決定した。なお、PGAでは2023年までの日本プロゴルフ選手権の開催コースを既に決定していたが、1年ずつ繰り下げる措置をとることも同時に決定した[235][236]。→5月14日の出来事も参照。またPGAは、PGAシニアツアーの新規大会及び開幕戦として7月30日・31日の両日に静岡県富士宮市の朝霧CCで『ISPS HANDA コロナに喝!!シニアトーナメント』を開催することを発表した[236][237]。
- 16日 - 【カーリング】 世界カーリング連盟はこの日、新型コロナの影響で本年のスコットランドでの大会の開催を中止した世界男子カーリング選手権について、『2021年4月3日 - 11日の9日間、TDプレイス・アリーナ（英語版）（ カナダ・オタワ）にて2021年世界男子カーリング選手権大会として開催する』ことを発表した[238][239]。→3月14日の出来事も参照。
- 17日 - いずれも【ゴルフ】
  - JGTOはこの日リモートで行った臨時理事会で、新型コロナの影響で大会中止が続いていることを受け、女子のJLPGAツアーと同様2020年シーズンと2021年シーズンを統一することを発表。これに伴い2020年の賞金王などは設定されない[240]。
  - JLPGAは大会主催者のキャタピラーとの連名で、8月21日から3日間、神奈川県足柄下郡箱根町の大箱根CCで開催を予定していたJLPGAツアー『CATレディースゴルフトーナメント』を中止することを発表。大会の中止は今季22試合目になる[241]。
- 18日 - 【テニス】 日本テニス協会は男女プロツアー大会として組み込まれている『楽天・ジャパン・オープン・テニス・チャンピオンシップス2020（ATP500、東京都江東区・有明テニスの森公園、10月5日 - 11日開催予定）及び『花キューピットジャパンウイメンズオープンテニスチャンピオンシップス2020』（WTAインターナショナル、広島市安佐南区・広島広域公園庭球場、9月14日 - 20日開催予定）の2大会について、「新型コロナの影響により関係者の安全確保を保証することが難しい」として開催中止を決定したことをこの日発表した[242][243][244]。なお男子のジャパンオープンが中止になるのは1972年の第1回から数えて今回が初となる[242]。
- 19日
  - 【総合】 日本スポーツ協会・日本障がい者スポーツ協会・スポーツ庁・鹿児島県の四者がこの日記者会見を行い、「本年秋に鹿児島県にて開催する予定としていた『第75回国民体育大会』及び『第20回全国障害者スポーツ大会』について本年の開催を見送ると同時に、両大会の新たな開催時期については引き続いて調整検討を行い、早期に結論を得る」とする決定事項を発表した[245][246]。
  - 【ゴルフ】 新型コロナの影響により中断していたPGAツアーの再開第2戦となる『RBCヘリテージ』（サウスカロライナ州・ハーバータウンGL）2日目で、出場選手の1人が体調不良を訴えコース入り前に検査を行った結果コロナに感染していたことが判明し棄権したことを同ツアーが発表。同ツアーにおけるコロナ感染者は初めてとなる[247][248]。
- 22日 - 【自転車】 日本自転車競技連盟はロード委員会委員長・片山右京名義にて、8月に広島県で開催を予定していた『第89回全日本自転車競技選手権大会ロード・レース大会』、『第24回全日本自転車競技選手権大会個人タイム・トライアル・ロード・レース大会』、『2020日本パラサイクリング選手権・ロード大会』の3大会について、新型コロナの影響により関係各所の健康リスクを抑えた形で開催出来ないとして本年の開催を中止することを発表した[249][250]。
- 23日
  - 【陸上競技】 日本陸連はワールドアスレティックス（世界陸連）が世界ランキング及び2021年東京オリンピック参加資格の記録対象を本年12月以後の記録としていることを踏まえ、『第104回日本陸上競技選手権大会・長距離種目の部』として男女の5000m、10000m、3000m障害のトラック長距離3種目を本年12月4日に大阪府の長居陸上競技場（ヤンマースタジアム長居）で開催することをこの日発表した[251]。
  - 【ゴルフ】 JGTOは大会主催者の全日本空輸（ANA）との連名で、9月17日から4日間、北海道北広島市の札幌GC輪厚（わっつ）コースで開催予定だった『ANAオープンゴルフトーナメント』を新型コロナ感染拡大の影響により中止することを発表。男子ツアーの大会中止は11試合目になる[32]。
- 24日 - 【陸上競技】 日本陸連は、3月8日の名古屋ウィメンズマラソンの女子エリートの部で一山麻緒（ワコール）が優勝した際に樹立した2時間20分29秒が、6月20日付でアジア陸上競技連盟（以下アジア陸連と表記）より女子単独レースのアジア記録として認定されたことをこの日発表した[252][253]。→3月8日の出来事も参照
- 26日 - 【サーフィン】 日本プロサーフィン連盟（JPSA）は今年度の『Japan Pro Surfing Tour 2020』について、新型コロナの影響により今シーズンに開催を予定した全ての大会を中止（キャンセル）すると共に、2019年度のランキングにより付与されていた2020年シード権をそのまま2021年に繰り越すことを発表した。なおJPSAでは競技参加希望選手を対象にシード権に関係のない、賞金のみを授与する大会の開催を検討していることを明らかにしている[254]。
- 29日
  - 【ゴルフ】 JLPGAツアーの事実上の開幕戦となった『アース・モンダミンカップ』は、前日28日に終了の予定だったが悪天候の影響により中止となり、JLPGA公認試合として史上初、公式戦を含めると1997年の日本女子オープンゴルフ選手権以来23年ぶりとなる予備日の月曜日開催となった[255]。大会は通算11アンダーで並んだ渡邉彩香と鈴木愛のプレーオフに持ち込まれ、プレーオフ1ホール目で渡邉がバーディーを奪って2015年11月の『樋口久子 Pontaレディス』（埼玉県飯能市・武蔵丘GC）以来約5年ぶりの優勝を飾った[256]。→6月3日の出来事も参照
  - 【バレーボール】 バレーボールVプレミアリーグ女子の久光製薬スプリングスはこの日、所属選手で元日本代表の新鍋理沙が6月30日付で現役を引退することを発表。発表を受けてオンライン記者会見を開いた新鍋は「東京オリンピックの1年延期や、故障続きの自分の状態などを考えて納得できるプレーは出来ないと思った」等と引退理由を述べた。なお、新鍋は今後に関してSAGA久光スプリングス株式会社とマネジメント契約を締結してバレーボール普及活動などに取り組むことも明らかにした[257]。
- 30日
  - 【ゴルフ】 JGTO及びセガサミーホールディングスは、8月20日 - 23日に開催を予定していた『長嶋茂雄Invitational セガサミーカップゴルフトーナメント』（北海道千歳市・ザ・ノースカントリーGC）について、新型コロナの影響により大会関係者やコースボランティアなどの安全確保を優先するとして開催中止を決定した[258][259]。
  - 【ラクロス】 日本ラクロス協会はこの日、新型コロナによる競技活動への影響を受けて『2020年基本方針』を策定し、今年度公式戦を『2020年特別大会』と位置付け、大学やクラブチームの公式戦開催を優先する方針を打ち出した。これに伴い、今年度の『ラクロス全日本選手権大会』『ラクロス全日本大学選手権大会』『ラクロス全日本クラブ選手権大会』の三大全国大会の開催を取り止めることを発表し、協会加盟団体等に公知した[260][261]。

### 7月
- 1日
  - 【ゴルフ】 JLPGAは2020年度プロテストについて、新型コロナの影響により受験希望者約600名の安全確保上の観点から本年の開催を見送って2021年3月以後に繰り延べることを決定し、発表した。なお、JLPGAではプロテストについて新型コロナ問題の状況の推移次第で日程・実施方法についての変更があることを示唆した上で、新しい日程や実施概要などについて案内するとしている[262][263]。
  - 【陸上競技】 日本陸連は毎年11月第2週に福島市を舞台に東日本地区の18都道県の参加により行われている『東日本女子駅伝』の今年の開催（11月8日に実施予定）を、新型コロナの感染拡大防止により1985年の第1回開始以来初めてとなる中止とすることを発表[264]。
- 8日
  - 【陸上競技】 北海道の夏の風物詩のひとつ、中長距離トラックレースシリーズ『ホクレンディスタンスチャレンジ2020』第2戦（深川市陸上競技場）の女子3000mで、田中希実（豊田自動織機TC）が8分41秒35のタイムで1位に入線し、福士加代子（ワコール）が2002年に『IAAFゴールデンリーグパリ大会』（ フランス）でマークした8分44秒40[265] を18年ぶりに更新する日本新記録を樹立した[266]。
  - 【自動車】 ルノーF1チームは、2005年及び2006年のF1世界王者で、ル・マン24時間レースでもトヨタの連覇に貢献したフェルナンド・アロンソ（ スペイン）が2021年のドライバーとして3年ぶりにF1に復帰することを発表[267]。
  - 【卓球】 ITTF及びJTTAは、北九州市立総合体育館（福岡県北九州市八幡東区）で開催を予定していたITTFワールドツアーの『卓球ジャパンオープン荻村杯』について、新型コロナにより当初予定の4月から日程を延期していたが、最終的に今年度の開催を中止としたことをこの日発表した[268][269]。
- 10日  - 【卓球】 ITTFは当初は本年3月に開催を予定し、新型コロナの影響により日程延期を決めていた『第55回世界卓球選手権団体戦』（ 韓国・釜山広域市）について、2021年2月28日 - 3月7日に新しい日程を設定したことをこの日発表した[270][271]。
- 13日 - 【陸上競技】 シカゴマラソンの主催者は、10月11日に開催を予定していた第43回大会を新型コロナの影響により中止することを発表。同大会は大迫傑が2018年に当時の日本最高記録を更新して3位に入賞した大会として知られている[272]。
- 14日 - 【アメリカンフットボール】 毎年12月に開催されている『毎日甲子園ボウル』を主管する関西学生アメリカンフットボール連盟は、大阪市内で行った会見にて今年の第75回大会（12月13日開催）について、2008年まで行われていた東西大学王座決定戦形式に戻すと共に、新型コロナの影響を考慮し、無観客試合と決定した場合は試合会場を阪神甲子園球場から別の会場に移す可能性があることを表明。過去同球場の改修工事により阪急西宮球場（1960年）、長居陸上競技場（2007年・2008年[注 10]）で代替施行された例はあったが、それ以外の理由により会場が変更されるのは異例[273]。
- 17日 - 【ゴルフ】 JGTOは、『バンテリン東海クラシック』（愛知県みよし市・三好CC西コース）及び今季から新規大会として開催される予定だった『THE TOP』（会場未定）の2試合（共に10月に開催）をいずれも新型コロナ感染拡大の影響により中止することを発表。これで男子ツアーも14試合が中止となった[274]。
- 20日 - 【フィギュアスケート】 ISUは、フィギュアスケートのジュニア世代の国際大会であるジュニアグランプリシリーズについて、新型コロナ感染拡大防止策として世界各国が外国人の入国制限を実施していることや、競技者の移動、シリーズ各大会主催者（国）の衛生・医療対策などに負担がかかることなどを考慮し、2020-21シーズンに予定した大会全てを中止することをこの日発表した[275][276]。
- 27日 - 【陸上競技】 島根県出雲市長の長岡秀人はこの日行った記者会見で、毎年10月第2週に出雲大社正面鳥居前スタート、出雲ドーム前フィニッシュで行われている『出雲全日本大学選抜駅伝競走』の今年の第32回大会（10月11日施行予定）を新型コロナ感染拡大の影響により中止することを発表。この中で長岡は「断腸の思いだが、安全を最優先にした措置である」と述べた。同駅伝が中止となるのは台風の影響により急遽取りやめになった2014年以来[277]。
- 28日
  - 【テニス】 女子テニス協会（WTA）ツアープレミア大会である『東レ パン・パシフィック・オープン・テニストーナメント』実行委員会は新型コロナの影響を勘案した結果、本年11月[注 11]に有明テニスの森公園（東京都江東区）を会場として予定していた大会の開催を中止することを決定し、この日発表した。同大会が中止となるのは1973年から1983年まで開催された前身の『東レシルックトーナメント』を含めても初の事態となった[278][279]。
  - 【ゴルフ】 JGTOは大会主催者の朝日放送テレビとの連名で11月5日から4日間、兵庫県加東市のABCGCで開催予定だった『マイナビABCチャンピオンシップゴルフトーナメント』を新型コロナの感染拡大を考慮して中止することを発表[280]。
- 29日 - 【バドミントン】 日本バドミントン協会（NBA）は9月22日 - 27日の6日間、東京都調布市で開催を予定していたBWFワールドツアー 700『ダイハツ・ヨネックスジャパンオープン』について、新型コロナ感染拡大による外国人入国制限を始めとして大会関係者の安全確保対策などを勘案した結果、大会を中止する決断に至ったことをこの日発表した[281][282]。

### 8月
- 4日 - 【フィギュアスケート】 ISUは3日に開催した連盟オンライン理事会の決定事項として、シニア『2020-21 ISUグランプリシリーズ』（アメリカ、カナダ、中華人民共和国、ロシア、フランス、日本の全6大会）について、設定した日程を変更せずに予定通り開催すると共に、新型コロナ感染拡大の影響により選手・競技関係者の国家間移動制限が敷かれている現状を考慮し、大会実施方針を“Domestic run event”とし、出場選手について「各大会開催国所属（国籍保持者）選手若しくは大会開催国を練習拠点として活動している選手に限定する」形での変則開催を容認することをこの日、公式サイトで告示した[283]。なお、 中国の北京市で12月に開催を予定している『2020/2021 ISUグランプリファイナル』の開催可否については今後改めて協議するとした[283]。
- 5日 - 【柔道】 全柔連は10月25日に柔道の総本山である講道館（東京都文京区）にて開催を予定していた『全日本柔道形競技大会』について、新型コロナ感染拡大の影響で選手派遣が難しい地区などがあることを考慮して今年度の大会を中止する決定を行い、全柔連専務理事の中里壮也の名義でこの日告示した[284]。
- 8日 - 【バレーボール】 高体連バレーボール専門部は2021年1月に開催を予定している『全日本バレーボール高等学校選手権大会』（日本バレーボール協会、フジテレビ、産経新聞、フジネットワーク等と共催、会場・東京体育館）について、新型コロナの影響を考慮し、リスク軽減の観点から無観客試合で開催する方針であることをこのほど明らかにした。また高体連バレーボール専門部では大会開催に際しては選手のPCR検査実施や健康観察などの対策を実施する方針も示している[285]。
- 9日 - 【卓球】 日本学生卓球連盟は10月21日 - 25日に愛知県豊田市で開催を予定していた『全日本大学総合卓球選手権』「第90回・団体戦」及び「第87回・個人戦」（会場：スカイホール豊田）について、「新型コロナ感染拡大の影響により、部活動が再開できていない大学があることや選手・役員の安全確保に自信が持てない」などの理由により大会を中止する決定を行い、この日公式サイトにて告示した。なお連盟では新型コロナ情勢の状況次第で代替大会開催を検討していることも明らかにしている[286][287]。
- 11日 - 【陸上競技】 箱根駅伝を主催する関東学生陸上競技連盟（以下関東学連と表記）は10月17日に開催する第97回大会の予選会について、無観客開催の上で東京都立川市の陸上自衛隊立川駐屯地を周回する21.0975kmのコースに変更。さらに記録については非公認とすることを発表した[288]。
- 12日 - 【柔道】 全日本学生柔道連盟は今年度に開催を予定していた『全日本学生柔道体重別選手権大会』（9月／千葉市）及び『全日本学生柔道体重別団体優勝大会』（10月／尼崎市）の2大会についてこの日、新型コロナ感染拡大の影響により選手・関係者の安全を考慮して開催中止を決定した[289][290]。
- 19日 - 【バドミントン】 日本ユニシスはこの日、同社バドミントン部所属選手で2016年リオデジャネイロオリンピック女子ダブルス金メダリストの高橋礼華が8月末をもって現役を引退することを発表。また高橋とペアを組んでいた松友美佐紀は現役を続行することも併せて発表した[291][292]。
- 20日 - 【スキー】 国際スキー連盟（FIS）は、この日に公式サイトにて『2020-21 FISアルペンスキー・ワールドカップ』のうち、本年11月末から12月上旬にかけて開催を予定していた アメリカ合衆国と カナダでの北米大陸シリーズについて、新型コロナの世界的流行に伴い、選手たちの健康と安全保護を理由に全日程をキャンセルし、その期間を欧州での大会開催に切り替える方針であることを明らかとした。FISでは2020-21 アルペンスキーワールドカップの全日程に関し、10月3日に開催する連盟理事会にて承認を目指すことをアナウンスしている[293][294]。
- 23日
  - 【陸上競技】 セイコーゴールデングランプリ陸上2020が東京・国立競技場で開催され、女子1500mで田中希実（豊田自動織機T.C.）が4分5秒27で1位となり、小林祐梨子（当時須磨学園高等学校）が2006年のIAAFグランプリ大阪大会（長居陸上競技場）で樹立した4分7秒86を14年ぶりに更新する日本新記録を樹立した[295]。
  - 【自動車】 第104回インディアナポリス500マイルレース（通称：インディ500）で、フロントローからスタートした佐藤琢磨（ホンダ）が終盤にスコット・ディクソン（ ニュージーランド）の激しい追い上げに遭いながらも逃げ切り、3年ぶり2度目の優勝を飾る。なおレースは新型コロナの影響により無観客で開催された[296]。
- 24日 - 【ゴルフ】 JGTOは、韓国男子ツアー及びアジアンツアーの共催で9月10日から13日まで、 韓国・仁川広域市のベアーズベストチョンナGC[注 12] で開催予定の『新韓東海（シンハン・ドンへ）オープン』について、新型コロナの影響により韓国に渡航制限がかかっている影響などにより賞金ランキングの対象競技から除外すること、及び韓国男子ツアー単独での開催に変更することを発表した[297]。→2月3日及び4月1日の出来事も参照
- 28日 - 【フィギュアスケート】 日本スケート連盟（JSF）は、冬季オリンピック2大会連覇王者の羽生結弦（ANA）に関し、羽生自身が気管支喘息を持病としていることを踏まえ、『新型コロナ感染リスクの回避及び、自身の行動自粛によって感染拡大防止に寄与する』ことなどを理由として、2020-21シーズンのISUグランプリシリーズに出場しないことをこの日発表[298]。なお羽生が12月の全日本選手権に出場するか否かについては現時点では未定[299]。
- 29日 - 【競泳】 昨年2月に白血病を発症し、その後復帰を目指していた池江璃花子（ルネサンス）がこの日、東京辰巳国際水泳場で行われた東京都特別大会の50メートル女子自由形5組に出場し26秒32をマークして同組1位に入り、10月に同所で開催される日本学生選手権個人種目参加標準記録を突破して594日ぶりの復帰戦を好記録で飾った[300][301]。
- 30日 - 【ゴルフ】 JLPGAはツアー第3戦の『ニトリレディスゴルフトーナメント』（北海道小樽市・小樽CC）最終日において、当日の天候不順により競技開始が11時40分と大幅にずれ込んだ[注 13] ことを受けて、最終日にプレーを予定していた出場全選手（62名）の競技完了が困難であると判断、JLPGAツアー規定第40条第3項[注 14]を適用して1988年のツアー制度以後初となるセカンドカットを実施した。今回の場合は最終日競技出場者を3日目終了時点で1アンダーまでの27位に入った34人のみとして競技成立を優先した。なお、セカンドカットにより最終日の競技を行えなかった選手にはカット時点の順位に基づき主催者より賞金が支払われる[302]。
- 31日 - 【ボクシング】 日本ボクシング連盟は、女子強化委員及び普及委員として2012年ロンドン五輪に挑んだ経験を持つお笑いコンビ・南海キャンディーズの山崎静代が就任したことを発表。山崎は2015年に競技を引退したが、恩返しの意味を含めて委員就任を快諾したもの[303]。

### 9月
- 1日
  - 【プロボクシング】 元世界三階級制覇王者の八重樫東（大橋ボクシングジム）がこの日、リモートオンライン会見にて現役を引退することを表明。今後は同ジムのトレーナー及びボクシング解説者などで再出発する[304]。
  - 【ゴルフ】 PGAツアー及び大会主催者のZOZOは、10月22日から4日間の日程で行われるJGTOとの共同主管試合である『ZOZO CHAMPIONSHIP』について、新型コロナによる影響により当初の千葉県印西市のアコーディア・ゴルフ習志野CCから アメリカ合衆国・カリフォルニア州のシャーウッドCCに変更すると同時に、無観客試合として開催を予定していることを発表[305][306]。
- 2日 - 【カーリング】 世界カーリング連盟（WCF）からの通達を受け、日本カーリング協会（JCA）はこの日、11月7日 - 14日に稚内市みどりスポーツパーク（北海道稚内市）で開催を予定していたパシフィックアジアカーリング選手権について、新型コロナによる安全確保を優先して大会を中止すると発表した[307]。なお、男女カーリング日本代表（男子：北海道コンサドーレ札幌カーリングチーム、女子：ロコ・ソラーレ）は、2020年度の本大会中止により、男女共に準優勝であった前年（2019年度）大会の成績がそのまま適用されるため、2022年北京オリンピック出場枠につながる2021年世界カーリング選手権（男子： カナダ・オタワ、女子： スイス・シャフハウゼン）への出場が決定した[308]。
- 4日
  - 【フィギュアスケート】 ISU公認国際オープン大会で、例年は日本・北米・欧州3地域のプロ・アマ混合競技会として開催される『フィギュアスケートジャパンオープン』（主催：日本スケート連盟・テレビ東京、さいたま市中央区：さいたまスーパーアリーナ）について、この日主催者サイドから「新型コロナの影響で外国人選手の来日が難しい事情を考慮し、本年に限り、日本国内で活動する男女シニア・ジュニア・プロの各選手による5人1組混合型式の2チームによる団体対抗戦として10月3日に開催する」ことを発表した[309]。
  - 【陸上競技】 中体連、日本陸連などはこの日、12月20日に滋賀県希望が丘文化公園（滋賀県野洲市など）で開催を予定していた『第28回全国中学校駅伝大会』について、新型コロナの感染拡大防止リスクが高いこと及び教育現場への影響の大きさなどを考慮して今年度の大会を中止することを9月1日の中体連理事会にて決定したことを公式サイトにて告示した[310][311]。
- 6日 - 【その他】 1962年に開場し、これまで卓球やボクシングなど数多くの試合が行われていた横浜市中区の横浜文化体育館が建物の老朽化によりこの日をもって閉館。建物は解体され、新たに横浜ユナイテッドアリーナとして建て替えられ2024年春に開業する予定[312]。
- 7日 - 【ゴルフ】 PGAは、10月8日から4日間の日程で茨城県石岡市のサミットGCで開催予定の『日本プロゴルフシニア選手権大会 住友商事・サミットカップ』について無観客開催で実施する予定で準備を進めていること、またプロアマ戦については開催しないことなどを含めて住友商事とサミットGCとの間で合意したことを発表した[313]。
- 9日 - 【陸上競技】 日本陸連は2021年1月に開催を予定している『全国都道府県対抗駅伝競走大会』について、男子（1月24日・広島県）及び女子（1月17日・京都府）の2大会について、「新型コロナ感染拡大という状況を受け、全国から選手を招集して混合型式によるチーム編成での競技という観点から出場選手・関係者などの移動が必要となり、感染対策の管理が難しく、また関係者から感染者又は濃厚接触者などが現れた場合の影響が大きい」ことなどを考慮して開催を中止する方針をこの日定めたことを明らかにした[314][315]。その後、日本陸連は両大会組織委員会の書面決議を承認する形で9月18日に本大会の中止を正式決定した[316][317]。
- 10日 - 【ゴルフ】 JGTO及びカシオ計算機、黒潮観光開発、テレビ高知の大会主催三者は、11月26日から4日間の日程で高知県安芸郡芸西村のKochi黒潮CCで開催予定だった『カシオワールドオープンゴルフトーナメント』を新型コロナの影響により中止することを発表した[318]。
- 11日 - 【その他】 文部科学省は、今月末で任期満了となるスポーツ庁現長官の鈴木大地の後任として、2004年アテネ五輪男子ハンマー投げ金メダリストの室伏広治が就任することを発表。これにより二代続けて五輪の金メダリストが長官に就任することになった[319]。
- 12日 - 【テニス】 全米オープンテニス第13日目の女子決勝で、大坂なおみ（日清食品）がビクトリア・アザレンカ（ ベラルーシ）にセットカウント2-1で逆転勝ちし、同大会2年ぶり2度目の優勝を飾る。同大会の複数回優勝者は史上12人目[320]。
- 15日
  - 【バドミントン】 国際バドミントン連盟（BWF）は、10月3日 - 11日に デンマーク・オーフスにて開催予定であった男女国別対抗団体世界戦の『トマス杯・ユーバー杯』について、新型コロナの影響で出場拒否国が続出したことなどもあり、開催を取り止めたことをこの日発表した。BWFでは両大会の日程について「新たな日程はこれから決めるが、2020年中の開催はない」としており2021年に繰り延べされる方向となっている[321]。
  - いずれも【ゴルフ】
    - JLPGA、TOTO及び毎日放送などは11月6日 - 8日に開催を予定していた全米女子プロゴルフ協会（以下USLPGAと表記）公式戦で、かつJLPGAツアーの一つでもある『TOTOジャパンクラシック』（茨城県小美玉市・太平洋クラブ美野里コース）について、新型コロナ感染拡大防止策として日本政府による外国人入国制限措置などが敷かれている現状からUSLPGAツアーメンバーが来日できないことを考慮し、今年はUSLPGA公式戦としての開催を断念すると同時に、JLPGAツアー単独の特別公認試合として開催することなどをこの日発表した[322][323]。
    - USLPGAツアー『キャンビア ポートランドクラシック（英語版）』（オレゴン州・コロンビアエッジウォーターCC）の主催者は、アメリカ西部で発生している大規模な山火事の影響により9月17日からの大会を1日遅らせ、18日からの54ホールに短縮して開催することを発表[324]。大会前の14日にはコース及び練習場が閉鎖される事態に陥ったことを複数のメディアが報じた[325]。日本からは畑岡奈紗、渋野日向子、河本結、野村敏京ら6名が参加を予定していたが[324][326]、このうち畑岡が「山火事による大気汚染が不安」として出場を取りやめた[327]。
- 17日 - 【柔道】 4月29日に千葉県千葉市中央区・千葉ポートアリーナで開催を予定し、新型コロナの影響で延期していた『令和2年度天皇杯全日本柔道選手権大会』について、柔道の総本山である講道館はこの日、『大会期日を12月26日とし、会場も講道館内の国際柔道センター7階大道場に移して無観客で開催する』ことを発表した[328][329]。→3月31日の出来事も参照
- 19日 - 【ゴルフ】 JLPGAステップアップツアー『ユピテル・静岡新聞SBSレディース』（静岡県御前崎市・静岡カントリー浜岡コース）の主催者は、大会初日の18日にコース内でカート事故が発生し、参加選手1人が小指を打撲して棄権したことを公表。今後は事故が発生した場所に人員を配置するなど再発防止に努めるとした[330]。
- 20日
  - 【陸上競技】 関東学連は、来年1月2日・3日に予定されている第97回箱根駅伝を始めとする連盟が主催する大会について無観客で開催[注 15]することをホームページ上で発表すると同時に加盟各校に対しては現地での応援自粛を要請した。また新聞社などの小旗や号外、大学新聞の配布も不可能となる[332][333]。
  - 【自動車】 第88回ル・マン24時間耐久レース（ フランス・サルト・サーキット）で、予選3番手でスタートした中嶋一貴・セバスチャン・ブエミ・ブレンドン・ハートレイを擁したトヨタ・TS050 HYBRID8号車が三連覇を達成。一方、ポールポジションからスタートした小林可夢偉らを擁した同7号車は一旦8号車を周回遅れにしたが、中盤にターボにトラブルが発生し交換作業に時間がかかるなどしたため3位に終わった。なお2021年から車両規定が変更されるため、現車両での参戦は今年が最後となった[334][335]。
- 22日
  - 【柔道】 国際柔道連盟（IJF）は12月11日 - 13日に東京都渋谷区の国立代々木第一体育館にて開催を予定していた『グランドスラム・東京』について、「日本がオリンピック開催国であり、健康問題に特別な配慮を必要とすることから、対人接触という柔道の特性から慎重を期して大会をキャンセルする」ことを決定し、この日、全柔連に対して通達した[336][337][338]。
  - 【ボクシング】 日本ボクシング連盟は、男子普及委員としてプロ時代に当時の日本記録である12試合連続KO勝利をマークし、「浪速のロッキー」と言われた俳優の赤井英和が就任したことを発表[339]。→8月31日の出来事も参照
- 23日 - 【陸上競技】 毎年2月第1週に開催されている『別府大分毎日マラソン』の大会事務局は、2021年2月7日に予定されていた第70回記念大会について「新型コロナの収束が見通せない」などとして1年延期し、2022年2月6日に開催することを発表。大会の延期は1952年に大会が開始されて以来初めてとなる[340]。
- 25日 - 【総合】 日本スポーツ協会・日本障がい者スポーツ協会・スポーツ庁・鹿児島県の四者のトップによる会談がこの日開催され、新型コロナの影響で本年の開催が中止となった鹿児島県での『第75回国民体育大会』及び『第20回全国障害者スポーツ大会』について3年後の2023年に『第78回国民体育大会』及び『第23回全国障害者スポーツ大会』として開催することで合意したことを発表した。またこの合意により同年の両スポーツ大会開催県であった佐賀県での大会開催を2024年とし、以後の大会開催県及び開催年について1年順送りとすることを定めることとした[341][342]。→6月19日の出来事も参照。
- 28日 - 【ゴルフ】 PGAは、当初の4月から11月20日からの3日間に開催を延期したPGAシニアツアー『富邦仰徳シニア盃（フーボン・ヨートク・シニアカップ）』（台湾・林口ゴルフ場）について、新型コロナの感染拡大が予断を許さない状況を鑑み主催者と協議の上で中止にしたことを発表[343][344]。→2月25日の出来事も参照
- 29日 - 【柔道】 全柔連は、2018年6月と2019年6月に愛知県内で行われた小学生を対象とした柔道大会で、審判の判定を不服として暴言を吐き、試合の円滑な進行を妨げたとして、愛知県柔道連盟会長を28日から10か月間の会員登録停止処分にしたことを発表[345]。
- 30日
  - 【ゴルフ】 PGA、JGTO、JLPGAの三者は、12月13日に千葉県成田市のグリッサンドGCで開催を予定していた『日立3ツアーズ選手権』を新型コロナの感染拡大の影響により中止することを発表[346]。
  - 【その他】 例年、その年に活躍した日本の各スポーツ競技の選手を対象に選考・授与される『日本スポーツ賞』及び『日本パラスポーツ賞』の両賞について、賞を主宰する読売新聞東京本社はこの日、「新型コロナ感染拡大の影響により国内外のあらゆる大会が中止又は延期になっていることを受け、今年は賞の選考が難しい」ことを理由に2020年度の選考を見送ることを決定した。なお、同社では2021年度の両賞の選考期間について、2019年12月から2021年11月までの2年間に拡大することを検討している[347]。

### 10月
- 1日 - 【競馬】 日本の競走馬ディアドラの主戦騎手であり、また昨年の第39回ジャパンカップでスワーヴリチャードで勝つなど、日本のJRAでも68勝の実績を残しているオイシン・マーフィー（ アイルランド出身、 イギリス拠点）が フランス国内で受けた薬物検査の結果コカインの陽性反応を示していたことを複数のメディアが報じた。一方マーフィーは自身のTwitterで「人生で一度もコカインを服用したことはない」と否定した[348][349]。その後フランスの競馬統括機関・フランスギャロは11月27日、マーフィーに対して12月11日から翌年3月11日まで3か月の騎乗停止処分を科した[350][351]。
- 2日
  - 【自動車】 本田技研工業は、1964年から参戦し、三度の撤退を経て2015年に復帰したF1から2021年限りで撤退することを発表。2020年現在はレッドブル・レーシングとスクーデリア・アルファタウリにパワーユニットを供給している。同社社長の八郷隆弘は「コロナの影響による撤退ではない」としたものの、販売台数の減少により連結決算で純損益が大幅赤字となっており、莫大な開発費用が重荷になっていた[352][353]。
  - 【ゴルフ】 昨年の『三井住友VISA太平洋マスターズ』で日本人選手史上4人目のアマチュアでの優勝を果たし、また2018年に シンガポールで行われた『アジアパシフィックアマチュアゴルフ選手権』を制し、翌年のマスターズ・トーナメントにも出場した金谷拓実（東北福祉大学4年在学中）がこの日プロに転向することを同大学が発表した[354]。
- 4日 - 【自動車】  イタリアで行われた『FIA 世界カート選手権』KZクラスのレース中、接触によりリタイアしたイタリア人ドライバーが走行中の車両に部品を投げつけたり、レース後には他の選手や関係者を巻き込む大乱闘を引き起こす前代未聞の愚行。この愚行は動画などで拡散されたため、元F1王者のジェンソン・バトンやファンからは「永久追放しろ」「逮捕案件だろ」などと当該ドライバーに対して非難の声が挙がった[355]。その後、当該ドライバーはレースからの引退を自身のFacebookで表明した[356]。
- 9日 - 【陸上競技】 2019年より3月第一日曜日開催となっている『東京マラソン』について、大会を主管する東京マラソン財団はこの日、新型コロナの影響で一般ランナーを除外して男女エリートランナーの部及び男女車椅子マラソンの部のみによる実質無観客開催となった2020年大会[注 16]を踏まえ、2021年大会をエリートの部&一般の部での通常開催を目指し、大会期日を2021年10月17日に設定したことを決定し、発表した。同財団では2021年大会の詳細や関連イベントなどについて順次決定していくことを表明している[357][358]。
- 10日 - 【ゴルフ】 JLPGAゴルフツアー大会『第32回スタンレーレディスゴルフトーナメント』（静岡県裾野市・東名CC）は令和2年台風第14号の影響による悪天候に伴うコースコンディション不良の為、この日開催予定であった第2ラウンドの競技を中止すると決定[注 17][359]。これに伴い、第1ラウンド成績のうち、5オーバーの60位タイ（77人）までを最終日（11日）の決勝ラウンド進出者として18ホールの競技で最終成績を決定する。なお今大会は短縮競技となったためツアー規定により賞金は総額の75％となる[360]。また初日に出場して“予選落ち”となった選手全員にも順位に応じた賞金が加算される[361]。
- 11日 - 【自動車】 F1アイフェルグランプリ（ ドイツ・ニュルブルクリンク）で、ルイス・ハミルトン（ イギリス、メルセデスAMG F1）が今季7勝目を挙げ、通算勝利数を91勝としてミハエル・シューマッハ（ ドイツ）が記録した歴代通算勝利数に並んだ[362]。
- 12日 - 【カーリング】 『軽井沢国際カーリング選手権大会』組織委員会は、本年12月17日 - 20日に軽井沢アイスパーク（長野県北佐久郡軽井沢町）で開催を予定していた同大会について、新型コロナの影響で海外チームの招聘が難しいことなどを理由として中止することを決定し、この日発表した。これに伴い、ワールドカーリングツアー（WCT）ジャパンが代替大会として『World Curling Tour Japan2020 特別企画エキシビションマッチ』を同期間に開催する意向を表明した[363][364]。
- 13日
  - 【競泳】 日本水連はオンラインで行った臨時常務理事会で、一部メディアで女性問題が報じられ、その後その事実を認めた瀬戸大也について年内一杯の活動停止処分を科したことを発表。瀬戸はこれが発端となって所属していた全日本空輸から契約を解除され、さらに日本オリンピック委員会（JOC）の「シンボルアスリート」からも除外された[365][366]。
  - 【卓球】 ITTFはこの日、11月29日 - 12月6日にギマランイス（ ポルトガル）で開催を予定していた『2020世界ジュニア卓球選手権』について、新型コロナ問題の影響でアスリートの健康を最大限に守ることを理由に開催を中止すると発表。なお2021年から同連盟はジュニア世代の世界大会について『ITTF世界ユース選手権大会』に衣替えを予定しており、今年度の世界ジュニア選手権開催国だったポルトガルに第1回世界ユース選手権開催国を割り当てる構想も同時に明らかにした[367][368]。
- 14日 - 【フィギュアスケート】 カナダスケート連盟（英語版）は、2020/2021 ISUグランプリシリーズの第2戦として10月30日・31日にTDプレイス・アリーナ（英語版）（オンタリオ州・オタワ）で開催を予定していた『2020年スケート・カナダ国際大会（英語版）』について、新型コロナの影響を考慮し、出場選手や大会関係者の健康面への配慮から大会を中止することをこの日発表した[369][370]。
- 18日
  - 【陸上競技】 この日開催された『全日本実業団対抗女子駅伝競走大会予選会』（プリンセス駅伝 in 宗像・福津、福岡県宗像市・福津市）にて、第1区を走った京セラの選手が第1中継所手前で突然倒れて動けなくなってしまうアクシデントが発生。これを見て大会審判長が京セラの1区走者を途中棄権とし、2区の選手を繰り上げスタートとした上で競技を続行する措置をとった。このアクシデントにより同チームは本大会である11月22日の『全日本実業団対抗女子駅伝競走大会』（クイーンズ駅伝）への出場権を逃すこととなった[371]。
  - 【ゴルフ】 JLPGAツアー『富士通レディース』最終日で申智愛（ 韓国）が優勝し、賞金1800万円を獲得してJLPGA史上最速となる207試合目[注 18]で生涯獲得賞金10億円を突破した[372]。
- 19日 - 【フィギュアスケート】 フランスアイススポーツ連盟（フランス語版）は、2020/2021 ISUグランプリシリーズの第4戦として11月13日 - 15日に フランス・グルノーブルで開催を予定し、日本から宇野昌磨（トヨタ自動車）、紀平梨花（N高東京）らが出場する予定であった『2020年フランス国際大会（英語版）』について、同国内での新型コロナ感染拡大でフランス共和国大統領のエマニュエル・マクロンがパリやグルノーブルなど数箇所の都市に夜間外出禁止令を発したことなどから、感染拡大防止の観点や選手、観客らの安全保護を優先して大会の開催を断念、中止することをこの日発表した[373][374]。
- 25日 - 【自動車】 F1ポルトガルグランプリ（アルガルヴェ・インターナショナル・サーキット）でルイス・ハミルトンが今季8勝目を挙げ、ミハエル・シューマッハを抜いて歴代最多となる通算92勝目を挙げた[375]。→10月11日の出来事も参照

### 11月
- 2日 - 【プロボクシング】 日本ボクシングコミッション（JBC）は、3日にインテックス大阪・5号館A（大阪市住之江区）で開催を予定していたWBA世界ライトフライ級タイトルマッチ〈スーパー王者・京口紘人（ワタナベ）対WBA10位・タノンサック・シムシー（ タイ）〉について、王者及び挑戦者共にパスした前日計量終了後に京口自身とチーフセコンドを務めるワタナベジムのトレーナーの2人に新型コロナの陽性反応が確認されたことが判明し、これを受けてJBCは世界戦を直前で中止することを決定。またワタナベジム側もコロナ感染拡大防止の観点から前座試合を含めた当日の試合興行そのものを中止したことを発表した[376]。
- 3日 -【ラグビー】 アイルランドラグビー協会（IRFU）が財政悪化により、 アイルランド政府から1800万ユーロ（約22億円）の支援を受けることが決まった。新型コロナの感染拡大により、7月末までの15カ月で3570万ユーロ（約44億円）の赤字を計上していた[377]。
- 6日 -【剣道】 全日本剣道連盟はこの日、本年開催予定としつつ、新型コロナの影響で日程繰延を決めていた第68回全日本剣道選手権大会並びに第59回全日本女子剣道選手権大会について、2021年3月14日に長野県・長野市真島総合スポーツアリーナ（ホワイトリング）にて史上初となる男女同時開催として大会を挙行することを発表した[378][379]。→6月12日の出来事も参照。
- 13日
  - 【オリンピック】 新型コロナの世界的拡大を受け、IOCと国際パラリンピック委員会 (IPC)及び国際ウインタースポーツ連盟 (IF)と2022年北京オリンピック組織委員会の四者が2022年冬季オリンピックのプレシーズンとなる2020年から2021年にかけて 中国国内で開催予定であったテストイベント（競技会）の全面的な中止を決め、この日発表した。なおIOCなど四者は2020年冬季オリンピック・パラリンピックを見据えた新たなスポーツテストプログラムについて共同開発していくことで合意している[380][381]。
  - 【スケート】 上記のIOCなどの決定を受けて国際スケート連盟（ISU）はこの日、本年12月に 中国・北京市の首都体育館で開催予定であったフィギュアスケートの2020/2021 ISUグランプリファイナル及び、2021年2月に国家速滑館で開催予定であった世界距離別スピードスケート選手権大会について中止を決定すると共に、両大会共に新たな開催地を検討することを発表した[382][383][384]。
- 14日 -【ラグビー】  アルゼンチン代表（ロス・プーマス）が30度目の挑戦にして初めて ニュージーランド代表（オールブラックス）を25-15で破った。RUGBY REPUBLICによると、ニュージーランド代表は反則やミスが目立っていた[385]。
- 16日 - 【ゴルフ】 JLPGAは、新型コロナの影響により延期となっていたプロテストの日程を発表。第1次予選は2021年3月17日から福島県いわき市の五浦庭園CCを皮切りに4月2日まで5か所で、第2次予選は5月に3か所で実施し、最終テストは6月22日から4日間、茨城県常陸大宮市の静ヒルズCCで行われる[386]。→7月1日の出来事も参照
- 17日 - 【バドミントン】 桃田賢斗が2019年に達成した「バドミントン男子シングルス年間最多勝利数11勝」が、ギネス世界記録に認定された[387]。
- 18日 - 【ラグビー】  フィジー代表の29人が新型コロナの陽性反応を示していたことが判明。これにより21日に予定されていたオータムネーションズ・カップのフィジー対 イタリアが中止に。前週の フランス戦も直前検査で陽性者が出たため中止となっていた[388]。
- 29日
  - 【ラグビー】 女子 日本代表およびセブンズ男女日本代表の試合が、埼玉県熊谷市の熊谷ラグビー場にて観客を入れて開催された[389]。来場客数は1417名（上限3000名）[390]。一方、関東大学リーグ6戦全勝中の東海大学ラグビー部で20名の新型コロナの陽性反応[391]、トップチャレンジリーグの近鉄ライナーズでも1名に新型コロナの陽性反応が出た[392]。
  - 【ボクシング】 前日の28日に アメリカ合衆国・カリフォルニア州で行われた元世界ヘビー級王者のマイク・タイソンと元4階級王者のロイ・ジョーンズ・ジュニアとのエキシビションマッチ（2分×8ラウンド、結果はドロー）[393] において、タイソンが大麻を吸引して試合に臨んでいたことを告白したとUSAトゥデイ紙が報道。カリフォルニア州では大麻は医療用・娯楽用を含めて合法とされており、試合前の薬物検査でも大麻は対象外となっている[394]。
- 30日 - 【スピードスケート】 日本スケート連盟はこの日、11月に開催した全日本選抜スピードスケート競技会「帯広大会」（11月13日 - 15日：北海道帯広市・明治北海道十勝オーバル）、「八戸大会」（11月20日 - 22日：青森県八戸市・長根スケートリンク）及び全日本学生スピードスケート選手権大会（11月28日・29日：群馬県渋川市・群馬県総合スポーツセンター 伊香保リンク）に出場した選手の中からそれぞれ8名の新型コロナ感染者が確認されたことを発表。これを受け同連盟は12月4日 - 6日に予定していた全日本選抜スピードスケート競技会「富士吉田大会」（山梨県富士吉田市・富士急ハイランドコニファーフォレストセイコオーバル）の開催を急遽中止することを決定し、告知した[395][396]。

### 12月
- 4日 - 【陸上競技】 長居陸上競技場（ヤンマースタジアム長居）で行われた第104回日本陸上競技選手権大会の長距離種目の女子1万メートルで、新谷仁美（積水化学）が優勝し、2020年東京オリンピックの同種目代表内定者になると共に、渋井陽子（当時三井住友海上）が2002年に「カーディナル招待陸上競技会」（ アメリカ合衆国・カリフォルニア州パロアルト）で樹立した30分48秒89を18年ぶりに更新する30分20秒46の同種目日本新記録を樹立[397]。また男子1万メートルでも相澤晃（旭化成）が東京五輪マラソン日本代表の大迫傑ら強豪を抑えて27分18秒75の日本新記録をマークして優勝し、こちらも東京五輪代表に内定した[398]。
- 5日 - 【バレーボール】 Vリーグ男子1部に所属するサントリーサンバーズは、所属選手1名がPCR検査の結果新型コロナの陽性反応を示したとして、5日と6日に大阪府箕面市で予定していた東レアローズ戦を中止にしたことを発表[399]。
- 6日
  - いずれも【陸上競技】
    - 2016年リオ五輪男子マラソン日本代表の佐々木悟（旭化成）がこの日行われた福岡国際マラソンのレース後に現役引退を表明[400]。その後2021年4月1日付で亜細亜大学陸上部のコーチに就任した[401]。
    -  スペインで行われた『バレンシアハーフマラソン』の男子で、キビウォット・カンディ（英語版）（ ケニア）が従来の記録を29秒更新する57分32秒の世界新記録で優勝[402]。

  - 【自動車】 F1第16戦サヒールグランプリ（ バーレーン）で、セルジオ・ペレス（ メキシコ、レーシング・ポイント・BWTメルセデス）がF1史上最も遅い通算190戦目で初優勝。またメキシコ人ドライバーの優勝は1970年ベルギーグランプリのペドロ・ロドリゲス以来50年ぶりとなった[403]。
- 8日
  - 【バレーボール】 日本バレーボール協会（JVA）は、上記のVリーグ男子のサントリーサンバーズから新型コロナの陽性反応者が確認されたことを受け、サントリー側から12月11日から開催される令和2年度天皇杯・皇后杯全日本バレーボール選手権大会ファイナルラウンドへの出場辞退の申告があったことをこの日発表。JVAはこれを受理した上で11日に開催予定であった天皇杯（男子）ファイナルラウンド1回戦のサントリー 対 早稲田大学戦について、早稲田大の不戦勝とする決定を行った[404][405]。→12月5日の項も参照
  - 【ラグビー】 同志社大学ラグビー部は大学及び部の公式サイトで、コロナに集団感染したことを公表すると同時に、3回戦から出場する予定だった13日の第57回全国大学選手権（東大阪市花園ラグビー場、対帝京大学戦）への出場を辞退したことを発表した。発表時段階で部員13名が陽性反応を示したとしている[406]。これを受け、日本ラグビー協会は翌9日、同試合について帝京大学の不戦勝とし、チケットについては払い戻すことを発表した[407]。
- 9日 - 【ラグビー】 2015年ラグビーW杯日本代表の五郎丸歩が今季限りで引退することを所属先であるヤマハ発動機ジュビロが発表[408]。
- 10日
  - 【スケート】 国際スケート連盟（ISU）はこの日、フィギュアスケートの「2020/21 ISUグランプリファイナル」について一時は開催地を別の場所に移した上で開催する予定としていたが、新型コロナの世界的流行が拡大している状況を受けて大会そのものの開催を中止し、同時に「ヨーロッパフィギュアスケート選手権」（2021年1月25日 - 31日、 クロアチア・ザグレブ）と「世界ジュニアシンクロナイズドスケーティング選手権」（2021年3月12日・13日、 フランス・リヨン）の二大会の中止も決定したことを告示した[409][410]。→11月13日の項も参照
  - 【陸上競技】 ワールドアスレティックス（WA）は本年3月の開催予定から新型コロナの世界的流行の影響により開催を2021年3月に延期していた『世界室内陸上競技選手権大会』（ 中国・南京市）についてコロナの影響が見通せないことから中国陸上競技協会（中国語版）などとの協議の上で開催期日を更に2年延ばして2023年3月の開催とすることを決定し、この日発表した[411][412]。なお、2022年にベオグラード（ セルビア）での開催が決まっている同大会については変更はしないとした[411]。→1月29日の項も参照。
- 12日 - 【スポーツクライミング】 東京オリンピックスポーツクライミング男女代表選手選考に関し、国際スポーツクライミング連盟（IFSC）が2019年スポーツクライミング世界選手権大会（東京・八王子市）複合競技決勝戦にて出場国で男女とも上位に入った2選手をオリンピック代表選手とする規定を定めたことに対し、日本山岳・スポーツクライミング協会が国際スポーツ仲裁裁判所（以下、CASと表記）に異議を申し立て、係争していた案件に対してこの日、日本協会に対してCASから申し立てを却下する連絡が入ったことを明らかとした。この結果、2019年世界選手権で日本選手で2番手の成績を収めた男子の原田海（日新火災）と女子の野中生萌（XFLAG）を改めて東京オリンピック日本代表選手とすることを決定した[413]。
- 13日 - 【柔道】 柔道男子66キロ級の東京五輪代表決定戦〈阿部一二三（パーク24）対丸山城志郎（ミキハウス）〉が講道館で行われ、延長ゴールデンスコアにもつれ込む24分間の戦いの末、阿部が丸山を大内刈りで下し東京五輪代表に内定した[414]。
- 15日 - 【プロボクシング】 日本プロボクシングコミッション（JBC）は、今年7月に泥酔して他人の住居へ無断侵入し、器物損壊などの行為を働いた世界ボクシング評議会（WBC）世界ライトフライ級王者の寺地拳四朗（BMB）に対し、『12月1日から3ヶ月間ボクサーライセンス停止、制裁金300万円、社会貢献活動通算48時間以上200時間以内』の厳罰処分を下した。また実父でジムの会長を務める寺地永には戒告処分を科した。JBCは今回の一件について処分内容共々WBCへ報告しており、WBCから拳四朗の王座の扱いなどについて今後何らかの対応があるものと見ていることを明らかにしている[415][416]。
- 17日 - 【スポーツ裁判】  ロシアによる組織的薬物規定違反（ドーピング）問題で世界アンチ・ドーピング機関（WADA）が求めた『主要国際スポーツ競技大会4年間出場停止』の処分を巡り、ロシア側がCASに仲裁裁判を提起した案件について、CASはこの日、『ロシアの名で主要国際スポーツ競技大会に出場を停止する期間について、2020年12月17日より2年間とする』とし、WADAの処分案を2年短縮する決定を下したことを明らかにした。これによりロシアは2021年東京オリンピック、2022年北京オリンピック、2022 FIFAワールドカップサッカー・カタール大会など処分期間中に開催される大型国際競技大会へ国家として出場出来ない。但し、ロシア国籍を持つスポーツ競技選手については過去に薬物違反歴がないか、若しくは検査等で陰性が証明されたなどの場合に限り、個人資格での主要国際スポーツ競技大会への出場を認めることも合わせて提示した[417][418]。
- 18日 - 【陸上競技】 1946年に「全日本毎日マラソン選手権」としてスタートし、国内の主要マラソン大会では最古と言われる「びわ湖毎日マラソン」[注 19]（滋賀県大津市・皇子山陸上競技場発着）が来年（2021年）2月28日の第76回大会をもって終了することがこの日判明。終了の理由として「エリート選手だけで行うのは限界である」などとしている。なお代替となる五輪や世界選手権の代表選手選考会については毎年11月に開催されている大阪マラソンが候補の一つとされていたが[419]、12月25日にびわ湖毎日マラソンの終了、大阪マラソンへの統合が正式発表された。これに伴い2022年は「第10回大阪マラソン・第77回びわ湖毎日マラソン統合大会」（仮称）として開催される[420]。
- 22日
  - 【卓球】 ITTFは 韓国・釜山にて本年3月に当初開催を予定し、新型コロナ感染拡大の影響で6月、9月に二度延期した後に2021年2月末から3月始めに開催期日を再々延期していた『第55回世界卓球選手権団体戦』について、今後の見通しが立たないとの判断から最終的に大会開催の中止を21日のITTF実行委員会で決定したことをこの日発表した。ITTFは2021年に予定している『第56回世界卓球選手権個人戦』（ 中国・成都市）の開催についてはなお模索する方針[421]。→1月24日、2月25日、7月10日の出来事も参照
  - 【陸上競技】 2021年1月31日に開催予定の第40回大阪国際女子マラソン（ヤンマースタジアム長居発着）について、大会事務局はこの日行った記者会見で新型コロナの影響により海外から選手を招聘できない代わりに今大会限定で男女混合レースとし、ペースメーカーとして川内優輝（あいおいニッセイ同和損害保険）ら男子選手が務めることを発表した[422]。

## アメリカンフットボール

### 米国の大会
- 第54回スーパーボウル（2月2日、フロリダ州マイアミ・ハードロック・スタジアム）
  - カンザスシティ・チーフス（AFC西地区、50年ぶり2度目） 31-20 サンフランシスコ・フォーティナイナーズ（NFC西地区）[423]

### 日本の大会
- 第73回ライスボウル（1月3日、東京都文京区・東京ドーム）
  - 富士通フロンティアーズ（社会人代表、4年連続5度目） 38-14 関西学院大学ファイターズ（学生代表）[424]
- 第75回毎日甲子園ボウル（12月13日、兵庫県西宮市・阪神甲子園球場）
  - 関西学院大学ファイターズ（関西学生代表、3年連続31度目） 42-24 日本大学フェニックス（関東学生代表）[425]
- 第34回ジャパンエックスボウル（12月15日、東京ドーム）
  - オービックシーガルズ（Bブロック1位、7年ぶり9度目） 13-7 富士通フロンティアーズ（Aブロック1位）[426]

## ボートレース
SG・プレミアムGI【PGI】・レディースオールスター・レディースチャレンジカップ競走・賞金女王シリーズ戦の優勝者についてのみまとめるものとする。
| グレード | 競走名                                                                 | 開催競艇場 | 期間            | 優勝者                                              |
| -------- | ---------------------------------------------------------------------- | ---------- | --------------- | --------------------------------------------------- |
| GII      | 第4回レディースオールスター                                            | 鳴門       | 3月3日 - 8日    | 岩崎芳美（徳島）                                    |
| SG       | 第55回鳳凰賞競走（ボートレースクラシック）                             | 平和島     | 3月17日 - 22日  | 吉川元浩（兵庫）                                    |
| PGI      | 第21回名人戦競走（マスターズチャンピオン）                             | 津         | 4月21日 - 26日  | 村田修次（東京）                                    |
| SG       | 第47回笹川賞競走（ボートレースオールスター）                           | 住之江     | 5月26日 - 31日  | 篠崎仁志（福岡）                                    |
| SG       | 第30回グランドチャンピオン決定戦競走（グランドチャンピオン）           | 宮島       | 6月23日 - 28日  | 徳増秀樹（静岡）                                    |
| SG       | 第25回オーシャンカップ競走                                             | 鳴門       | 7月21日 - 26日  | 峰竜太（佐賀）                                      |
| PG1      | 第34回女子王座決定戦競走（レディースチャンピオン）                     | 多摩川     | 8月5日 - 10日   | 平山智加（香川）                                    |
| SG       | 第66回モーターボート記念競走（ボートレースメモリアル）                 | 下関       | 8月25日 - 30日  | 寺田祥（山口）                                      |
| PG1      | 第7回ヤングダービー競走（ヤングダービー）                              | びわこ     | 9月17日 - 22日  | 磯部誠（愛知）                                      |
| SG       | 第67回全日本選手権競走（ボートレースダービー）                         | 大村       | 10月20日 - 25日 | 深谷知博（静岡）                                    |
| G2       | 第7回レディースチャレンジカップ競走                                    | 蒲郡       | 11月24日 - 29日 | 寺田千恵（岡山）                                    |
| SG       | 第23回チャレンジカップ競走                                             | 蒲郡       | 11月24日 - 29日 | 毒島誠（群馬）                                      |
| PGI      | 第2回ボートレースバトルチャンピオントーナメント競走（BBCトーナメント） | 若松       | 12月3日 - 6日   | 寺田祥（山口）                                      |
| SG GP    | 第35回賞金王決定戦競走（ボートレースグランプリ）                       | 平和島     | 12月15日 - 20日 | シリーズ 深川真二（佐賀） 決定戦 峰竜太（佐賀）     |
| GⅢ PGI   | 第9回賞金女王決定戦競走（クイーンズクライマックス）                    | 浜名湖     | 12月26日 - 31日 | シリーズ 海野ゆかり（広島） 決定戦 平高奈菜（香川） |

## テニス

### グランドスラム
- 全豪オープン（1月20日 - 2月2日）
  - 男子シングルス優勝：ノバク・ジョコビッチ（ セルビア）（2年連続8回目）[444]
  - 女子シングルス優勝：ソフィア・ケニン（ アメリカ合衆国）（初優勝）[445]
  - 男子ダブルス優勝：ラジーブ・ラム（ アメリカ合衆国）&ジョー・ソールズベリー（ イギリス）（初優勝）[446]
  - 女子ダブルス優勝：ティメア・バボシュ（ ハンガリー）&クリスティナ・ムラデノビッチ（ フランス）（2年ぶり2回目）[447]
  - 混合ダブルス優勝：ニコラ・メクティッチ（ クロアチア）&バルボラ・クレイチコバ（ チェコ）（初優勝）[448]
- ウィンブルドン選手権（6月29日 - 12日）
  - 新型コロナウイルス感染症の影響により開催中止[128]。
- 全米オープン（8月31日 - 9月13日）
  - 男子シングルス優勝：ドミニク・ティーム（ オーストリア）（初優勝）[449]
  - 女子シングルス優勝：大坂なおみ（ 日本）（2年ぶり2回目）[320]
  - 男子ダブルス優勝：ブルーノ・ソアレス（ ブラジル）&マテ・パビッチ（ クロアチア）（初優勝）[450]
  - 女子ダブルス優勝：ベラ・ズボナレワ（ ロシア）&ラウラ・シグムント（ ドイツ）（初優勝）[451]
  - 混合ダブルス：新型コロナウイルス感染症対策のため開催せず[452]。
- 全仏オープン（9月27日 - 10月11日[注 20]）
  - 男子シングルス優勝：ラファエル・ナダル（ スペイン）（4年連続13回目）[455]
  - 女子シングルス優勝：イガ・シフィオンテク（ ポーランド）（初優勝）[456]
  - 男子ダブルス優勝：ケビン・クラビーツ&アンドレア・ミース（ ドイツ）（2年連続2回目）[457]
  - 女子ダブルス優勝：ティメア・バボシュ（ ハンガリー）&クリスティナ・ムラデノビッチ（ フランス）（2年連続2回目）[458]
  - 混合ダブルス：新型コロナウイルス感染症対策のため開催せず[459]。

## 卓球
- 全日本卓球選手権大会（1月13日 - 19日、丸善インテックアリーナ大阪）
  - 男子シングルス優勝：宇田幸矢（JOCエリートアカデミー/大原学園高等学校）（初優勝）[8]
  - 女子シングルス優勝：早田ひな（日本生命レッドエルフ）（初優勝）[9]
  - 男子ダブルス優勝：三部航平&及川瑞基（専修大学）（初優勝）[460]
  - 女子ダブルス優勝：伊藤美誠（スターツSC） &早田ひな（日本生命レッドエルフ）（3年連続3回目）[461]
  - 混合ダブルス優勝：森薗政崇（BOBSON）&伊藤美誠（スターツSC）（3年連続3回目）[462]

## 柔道

### 日本国内
- 令和2年 全日本柔道選手権大会（12月26日、講道館）
  - 優勝: 羽賀龍之介（東京・旭化成）（初優勝）[463]
- 第35回 皇后盃全日本女子柔道選手権大会（12月27日、講道館）
  - 優勝: 冨田若春（東京・コマツ）（初優勝）[464]

## カーリング

### 日本国内
- 第37回日本カーリング選手権大会（2月8日 - 16日、長野県北佐久郡軽井沢町・軽井沢アイスパーク）
  - 男子決勝: 北海道コンサドーレ札幌 6-4 TM軽井沢（2年連続2回目）[465]
  - 女子決勝: ロコ・ソラーレ 7（延長11エンド）-6 中部電力（4年ぶり2回目）[466]

## ハンドボール

### 日本国内
- 第72回日本ハンドボール選手権大会（【男子】12月2日 - 6日、岡山県岡山市北区・岡山県総合グラウンド体育館、【女子】12月23日 - 27日、石川県金沢市・いしかわ総合スポーツセンター）
  - 男子決勝: 豊田合成ブルーファルコン 34-33 大崎オーソル（2年ぶり2回目）[467]
  - 女子決勝: 北國銀行ハニービー 30-23 大阪体育大学（2年連続5回目）[468]

## ラグビー

### 日本の学生ラグビー
- 第99回全国高等学校ラグビーフットボール大会・決勝（1月7日、大阪府東大阪市・東大阪市花園ラグビー場）
  - 桐蔭学園高等学校（神奈川県代表、9年ぶり2回目の優勝、単独優勝は初） 23-14 奈良県立御所実業高等学校（奈良県代表）[469]
- 第56回全国大学ラグビーフットボール選手権大会・決勝（1月11日、東京都新宿区・国立競技場）
  - 早稲田大学（11季ぶり16度目） 45-35明治大学 [470]

## ボクシング

### 日本のジム所属選手の世界戦
| 開催日   | 会場                                               | タイトル種別                                 | 統括団体 | 対戦者                                 | 結果                    | 対戦者                                                  |
| -------- | -------------------------------------------------- | -------------------------------------------- | -------- | -------------------------------------- | ----------------------- | ------------------------------------------------------- |
| 1月18日  | メキシコ・ハリスコ州グアダラハラ                   | WBC女子世界ライトフライ級 暫定タイトルマッチ | WBC      | チャオズ箕輪 （ワタナベ）              | ★判定0-3☆               | ケニア・エンリケス （暫定王者/ メキシコ）               |
| 1月28日  | 東京都文京区 後楽園ホール                          | WBO女子世界ミニマム級 王座決定戦             | WBO      | 多田悦子 （真正）                      | △判定1-1△               | 宮尾綾香 （ワタナベ）                                   |
| 3月3日   | タイ・ナコンサワン                                 | WBA世界ミニマム級 タイトルマッチ             | WBA      | 田中教仁 （10位/三迫）                 | ★判定0-3☆               | ノックアウト・CPフレッシュマート （スーパー王者/ タイ） |
| 9月26日  | 兵庫県神戸市中央区 神戸市立中央体育館              | WBO女子世界アトム級 タイトルマッチ           | WBO      | 岩川美花 （王者/高砂）                 | ☆判定2-1★               | 鈴木菜々江 （シュウ）                                   |
| 10月31日 | アメリカ合衆国・ネバダ州ラスベガス MGMグランド     | WBA・IBF世界バンタム級 タイトルマッチ        | WBA/IBF  | 井上尚弥 （WBAスーパー・IBF王者/大橋） | ☆7回2分59秒TKO★         | ジェイソン・マロニー （WBA2位・IBF4位/ オーストラリア） |
| 11月6日  | 東京都文京区 後楽園ホール                          | WBO世界フライ級 王座決定戦                   | WBO      | 中谷潤人 （3位/M.T）                   | ☆8回2分10秒TKO★         | ジーメル・マグラモ （1位/ フィリピン）                  |
| 12月3日  | 東京都文京区 後楽園ホール                          | WBO女子世界ミニマム級 王座決定戦             | WBO      | 多田悦子 （真正）                      | ☆9回8秒TKO★             | 宮尾綾香 （ワタナベ）                                   |
| 12月13日 | 大阪府大阪市浪速区 エディオンアリーナ大阪第2競技場 | WBO女子世界スーパーフライ級 タイトルマッチ   | WBO      | 吉田実代 （王者/三迫）                 | ★6回1分38秒負傷判定0-3☆ | 奥田朋子 （ミツキ）                                     |
| 12月31日 | 東京都大田区 大田区総合体育館                      | WBO世界スーパーフライ級 タイトルマッチ       | WBO      | 井岡一翔 （王者/Ambition）             | ☆8回1分35秒TKO★         | 田中恒成 （1位/畑中）                                   |

## モータースポーツ（自動車）
WEC 世界耐久選手権シリーズ
- 第88回ル・マン24時間耐久レース（9月18日 - 20日、 フランス・ル・マン市・サルト・サーキット／1周13.626 km）[334][481]
  - 総合優勝・LMP1クラス優勝：トヨタ・TS050 HYBRID 8号車（中嶋一貴・セバスチャン・ブエミ・ブレンドン・ハートレイ） 387周
  - LMP2クラス優勝：オレカ07・ギブソン 22号車 370周
  - LM-GTEプロクラス優勝：アストンマーティン・バンテージAMR 97号車 346周
  - LM-GTEアマクラス優勝：アストンマーティン・バンテージAMR 90号車 339周

FIA F1世界選手権シリーズ
- ドライバーズ・チャンピオン：ルイス・ハミルトン（ イギリス、メルセデスAMG F1、4年連続7度目）[482]
- コンストラクターズ・チャンピオン：メルセデスAMG F1（7年連続7度目）[483]

## 体操
- 第74回全日本体操競技個人総合選手権大会（12月10日 - 13日、高崎アリーナ）
男子個人総合優勝: 萱和磨（セントラルスポーツ）173.764（初優勝）[484]
女子個人総合優勝: 村上茉愛（日体クラブ）112.097（2年ぶり4回目）[485]

## ゴルフ
※公式戦のみ記載。

### 全米プロゴルフ協会（PGA）
- 第102回全米プロゴルフ選手権（8月6日 - 9日、カリフォルニア州サンフランシスコ・TPCハーディング・パーク（英語版）/7234Yards, Par70）
  - 優勝：コリン・モリカワ（ アメリカ合衆国） -13（267） ※メジャー初制覇[486]
    - 日本人最高は松山英樹の-4（276）で22位タイ[487]
- 第120回全米オープン（9月17日 - 20日、ニューヨーク州ママロネック・ウイングドフットGC西コース/7477Yards, Par70）
  - 優勝：ブライソン・デシャンボー（ アメリカ合衆国） -6（274） ※メジャー初制覇[488]
    - 日本人最高は松山英樹の+8（288）で17位タイ[488]
- マスターズ・トーナメント（11月12日 - 15日、ジョージア州オーガスタ・オーガスタ・ナショナルGC/7475Yards, Par72）
  - 優勝：ダスティン・ジョンソン（ アメリカ合衆国） -20（268） ※大会レコードを更新して本大会初制覇（メジャー2勝目）[489]
    - 日本人最高は松山英樹の-8（280）で13位タイ[489]
      - 当初は4月に開催予定だったが、新型コロナウイルス感染拡大の影響で延期された[490]。

### 全米女子プロゴルフ協会（USLPGA）
- エビアン選手権（8月6日 - 9日、 フランス・エビアンリゾートGC）
  - 新型コロナウイルス感染拡大の影響で中止[224]。
- 第44回AIG女子オープン（8月20日 - 23日、 スコットランド・ロイヤルトゥルーンGC/6649Yards, Par71）
  - 優勝：ソフィア・ポポフ（英語版）（ ドイツ） -7（277） ※ツアー初制覇がメジャー大会の快挙[491]
    - 日本人最高は上田桃子の+1（285）で6位[491][492]
- ANAインスピレーション（9月10日 - 13日、カリフォルニア州ランチョ・ミラージュ・ミッションヒルズCC（英語版））/6763yards, Par72）
  - 優勝：イ・ミリム（英語版）（ 韓国） -15（273） ※ブルック・ヘンダーソン（英語版）（ カナダ）、ネリー・コルダ（ アメリカ合衆国）とのプレーオフを制してメジャー初制覇[493]
    - 日本人最高は畑岡奈紗の-9（279）で7位タイ[493]
      - 本大会は新型コロナウイルスの影響により9月に延期して開催された[88]。
- 第66回KPMG女子PGA選手権（10月8日 - 11日、ペンシルベニア州ニュータウンスクエア・アロニミンクGC/6577Yards, Par70）
  - 優勝：キム・セヨン (ゴルファー)（英語版）（ 韓国） -14（266） ※メジャー初制覇[494]
    - 日本人最高は畑岡奈紗の-7（273）で3位タイ[494]
      - 本大会は新型コロナウイルスの影響により当初の6月から10月に延期して開催された[495]。
- 第75回全米女子オープン（12月10日 - 14日、テキサス州ヒューストン・チャンピオンGCサイプレスクリークC/6731Yards, Par71・ジャックラビットC（予選ラウンドのみ使用）/6558Yards, Par71）
  - 優勝：キム・アリム（英語版）（ 韓国） -3（281） ※ツアー初制覇がメジャー大会の快挙[496]
    - 日本人最高は渋野日向子の-1（283）で4位[496]
      - 本大会は新型コロナウイルスの影響により延期され[497]、さらに12月13日終了予定だったが悪天候の影響により14日に順延された[498]。

### 日本ゴルフツアー機構（JGTO）
- 第21回日本ゴルフツアー選手権（6月4日 - 7日、茨城県笠間市・宍戸ヒルズCC西コース/7387Yards, Par71）
  - 新型コロナウイルス感染拡大の影響で中止[499]。
- 第88回日本プロゴルフ選手権大会（7月2日 - 7月5日、栃木県日光市・日光CC）
  - 新型コロナウイルス感染拡大の影響により2021年に延期[235]。
- 第85回日本オープンゴルフ選手権競技（10月15日 - 18日、千葉県野田市・紫CCすみれコース／7317Yards, Par70）
  - 優勝：稲森佑貴（ 日本） -5（275） ※本大会2年ぶり2度目の優勝（日本男子メジャー2勝目）[500]
- 第57回ゴルフ日本シリーズ（12月3日 - 6日、東京都稲城市・東京よみうりCC/7023Yards, Par70）
  - 優勝：チャン・キム（ アメリカ合衆国） -8（272） ※本大会初制覇（日本男子メジャー2勝目）[501]
    - 日本人最高は大槻智春、岩田寛、谷原秀人の-7（273）で2位タイ[501]

### 日本女子プロゴルフ協会（JLPGA）
- 第48回ワールドレディスチャンピオンシップ（5月7日 - 10日、茨城県つくばみらい市・茨城GC東コース/6560Yards, Par72）
  - 新型コロナウイルス感染拡大の影響で中止[149]。
- 第53回日本女子プロゴルフ選手権大会（9月10日 - 13日、岡山県笠岡市・JFE瀬戸内海GC/6640Yards, Par72）
  - 優勝：永峰咲希（ 日本） -12（276） ※日本女子メジャー初制覇[502]
- 第53回日本女子オープンゴルフ選手権競技（10月1日 - 4日、福岡県宮若市・ザ・クラシックGC キング・クイーンコース/6761Yards, Par72）
  - 優勝：原英莉花（ 日本） -16（272） ※日本女子メジャー初制覇[503]
- 第42回JLPGAツアーチャンピオンシップ（11月26日 - 29日、宮崎県宮崎市・宮崎CC/6543Yards, Par72）
  - 優勝：原英莉花（ 日本） -10（278） ※4日間首位を守る完全優勝で本大会初制覇（日本女子メジャー2勝目）[504]

## 陸上競技

### マラソン

#### 男子
- 第69回別府大分毎日マラソン（2月2日、大分県大分市・大分マリーンパレス水族館（うみたまご）前スタート→大分市営陸上競技場フィニッシュ）
  - 優勝：ハムザ・サリ（英語版）（ モロッコ） 2時間08分01秒（大会新記録で初優勝）[505]
  - 日本人最高：吉田祐也（青山学院大学） 2時間08分30秒（3位）[505]
- 第75回びわ湖毎日マラソン（3月8日、滋賀県大津市・皇子山陸上競技場発着）
  - 優勝：エバンス・チェベト（ ケニア） 2時間07分29秒（初優勝）[506]
  - 日本人最高：作田直也（JR東日本） 2時間08分59秒（4位）[506]
- 第74回福岡国際マラソン（12月6日、福岡県福岡市中央区・平和台陸上競技場発着）
  - 優勝：吉田祐也（GMOインターネットグループ） 2時間07分05秒（初優勝）[507]

#### 女子
- 第39回大阪国際女子マラソン（1月26日、大阪府大阪市東住吉区・長居陸上競技場（ヤンマースタジアム長居）発着）
  - 優勝：松田瑞生（ 日本・ダイハツ） 2時間21分47秒（2年ぶり2度目）[508]
- 名古屋ウィメンズマラソン2020（3月8日、愛知県名古屋市東区・ナゴヤドーム前スタート→ナゴヤドーム内フィニッシュ）
  - 優勝：一山麻緒（ 日本・ワコール） 2時間20分29秒（初優勝、日本選手国内最高記録、女子単独レースでの日本新記録、大会新記録）[81]

### 駅伝

#### 男女同日開催
- 男子第71回・女子第32回全国高等学校駅伝競走大会（12月20日、京都府京都市右京区・西京極陸上競技場（たけびしスタジアム京都）発着/男子7区間・42.195 km/女子5区間・21.0975 km）
  - 男子優勝：広島県立世羅高等学校 2時間01分31秒（5年ぶり10度目）[509]
  - 女子優勝：広島県立世羅高等学校 1時間07分13秒（5年ぶり2度目）[510]
    - 男女アベック優勝は昨年の仙台育英学園高等学校（宮城県代表）に続いて2年連続。また世羅高等学校としては5年ぶりの快挙となった[511]。

#### 男子
- 第64回全日本実業団対抗駅伝競走大会（1月1日、群馬県前橋市・群馬県庁前発着/7区間・100.0 km）
  - 優勝：旭化成（九州地区・宮崎県） 4時間46分07秒（大会新記録・4年連続25度目）[512]
- 第96回東京箱根間往復大学駅伝競走（1月2日・3日、東京都千代田区・読売新聞東京本社前⇔神奈川県足柄下郡箱根町・芦ノ湖往復/往路5区間・107.5 km/復路5区間・109.6 km）
  - 総合優勝：青山学院大学 10時間45分23秒（大会新記録・2年ぶり5度目）[513]
  - 往路優勝：青山学院大学 5時間21分16秒（往路新記録・3年ぶり4度目）[514]
  - 復路優勝：東海大学 5時間23分47秒（復路新記録・復路初優勝）[515]
- 第25回天皇盃全国都道府県対抗男子駅伝競走大会（1月19日、広島県広島市中区・広島平和記念公園前発着/7区間・48.0 km）
  - 優勝：長野県 2時間17分11秒（大会新記録・3年ぶり8度目）[516]
- 第52回全日本大学駅伝対校選手権大会（11月1日、愛知県名古屋市熱田区・熱田神宮西門前スタート→三重県伊勢市・伊勢神宮内宮宇治橋前フィニッシュ/8区間・106.8 km）
  - 優勝：駒澤大学 5時間11分08秒（大会新記録・6年ぶり13度目）[517]

#### 女子
- 第38回皇后盃全国都道府県対抗女子駅伝競走大会（1月12日、西京極陸上競技場（たけびしスタジアム京都）発着/9区間・42.195 km）
  - 優勝：京都府 2時間16分15秒（3年ぶり17度目）[518]
- 第38回全日本大学女子駅伝対校選手権大会（10月25日、宮城県仙台市宮城野区・仙台市陸上競技場（弘進ゴム アスリートパーク仙台）スタート→同市青葉区・仙台市役所前市民広場フィニッシュ/6区間・38.1 km）
  - 優勝：名城大学 2時間02分57秒（大会新記録・4年連続5度目）[519]
- 第40回全日本実業団対抗女子駅伝競走大会（11月22日、宮城県宮城郡松島町・松島町文化観光交流館前スタート→仙台市宮城野区・仙台市陸上競技場（弘進ゴム アスリートパーク仙台）フィニッシュ/6区間・42.195 km）
  - 優勝：日本郵政グループ 2時間13分34秒（大会新記録・2年連続3度目）[520]
- 第15回全日本大学女子選抜駅伝競走大会（12月30日、静岡県富士宮市・富士山本宮浅間大社前スタート→富士市・富士総合運動公園陸上競技場フィニッシュ/7区間・43.4 km）
  - 優勝：名城大学 2時間21分38秒（大会新記録・3年連続3度目）[521]

## 死去

### 1月
- 1日
  - ドン・ラーセン（ アメリカ合衆国、野球〈ニューヨーク・ヤンキースなど所属〉、* 1929年）[522]
  - デビッド・スターン（ アメリカ合衆国、バスケットボール〈第4代NBA（ナショナル・バスケットボール・アソシエーション）コミッショナー〉、* 1942年）[523][524]
  - カルロス・デ・レオン（ プエルトリコ、ボクシング〈世界ボクシング評議会（WBC）世界クルーザー級元チャンピオン〉、* 1959年）[525]
- 4日 - 今宮純（神奈川県、モータースポーツ（慶応大学在学中からジャーナリスト活動を開始。1987年から放送が開始されたフジテレビ系『F1グランプリ』中継の解説を担当）、* 1949年）[526]
- 5日
  - ハンス・チルコフスキ（ ドイツ、サッカー〈西ドイツ代表選手〉、* 1935年）[527]
  - 佐々幸範（北海道、ブラジリアン柔術、* 1981年）[528]
- 9日
  - ピート・ダイ（英語版）（ アメリカ合衆国、ゴルフ（ゴルフ場設計者。日本でも栃木県日光市に自身の名を冠したゴルフ場を設計・監修。2008年に世界ゴルフ殿堂入り）、* 1925年）[529][530]
  - パンピロ・フィルポ（ アルゼンチン、プロレスリング〈元NWA世界タッグ王者（テキサス東部版）〉、* 1930年）[531]
- 11日
  - 桜田一男（北海道、プロレス〈日本プロレス、全日本プロレス、新日本プロレスで活躍。ケンドー・ナガサキやランボー・サクラダのリングネームを使用〉、* 1948年）[532][533]
  - ラ・パルカ（ メキシコ、プロレス、* 1966年）[534]
- 17日 - 高木守道（岐阜県、野球（元中日ドラゴンズ内野手・一軍ヘッドコーチ・一軍監督。三度の盗塁王・七度のベストナインを獲得。2006年に野球殿堂入り）、* 1941年）[535]
- 26日 - コービー・ブライアント（ アメリカ合衆国、バスケットボール〈ロサンゼルス・レイカーズで活躍〉、* 1978年）[536][537]
- 28日（死去報道） - ナルシソ・エルビラ（ メキシコ、野球（投手。ミルウォーキー・ブルワーズ、近鉄バファローズなどに在籍。近鉄時代の2000年6月の対西武戦でノーヒットノーランを達成。「20世紀最後のノーヒッター」と言われる）、* 1967年）[538]
- 31日 - 郷原洋行（鹿児島県、競馬（元日本中央競馬会騎手・調教師。2014年競馬殿堂入り、元日本中央競馬会騎手の郷原洋司の実父）、* 1944年）[539]

### 2月
- 3日 - ウィリー・ウッド（ アメリカ合衆国、アメリカンフットボール〈NFL：グリーンベイ・パッカーズでプレー〉、* 1936年）[540]
- 7日 - エンジェル・エチェバリア（ アメリカ合衆国、野球〈外野手。コロラド・ロッキーズ・ミルウォーキー・ブルワーズ・北海道日本ハムファイターズなどに在籍〉、* 1971年）[541]
- 9日 - 松本勝也（兵庫県、競艇〈1996年から24年間A1級レーサーとして活躍〉、* 1971年）[37]
- 10日 - シャリフ・アブドゥル・サマト（ シンガポール、サッカー〈元シンガポール代表選手〉、* 1984年）[542]
- 11日 - 野村克也（京都府、野球〈南海ホークスで捕手及び兼任監督、ヤクルトスワローズ他2球団で監督を務める。1989年に野球殿堂入り〉、* 1935年）[543]
- 15日 
  - トニー・フェルナンデス（ ドミニカ共和国、野球〈内野手。トロント・ブルージェイズ、西武ライオンズなどでプレー〉、* 1962年）[544][545]
  - ニコライ・ボンダール（ ウクライナ、フィギュアスケート、* 1990年）[546]
- 17日 
  - ミッキー・ライト（ アメリカ合衆国、ゴルフ（LPGA歴代2位の通算82勝（うちメジャー13勝）を記録。引退後はLPGA会長を歴任。1976年に世界ゴルフ殿堂入り）、* 1935年）[547][548]
  - 高市圭二（千葉県、競馬（日本中央競馬会調教師・元騎手。2019年JRA賞最優秀障害馬シングンマイケル等を管理）、* 1955年）[549]
- 23日 - 松島茂（埼玉県、スポーツアナウンサー（文化放送アナウンサー。『文化放送ライオンズナイター』や『東京箱根間往復大学駅伝競走実況中継』などで活躍）、* 1972年）[550]

### 3月
- 13日 - ダナ・ザトペコワ（ チェコスロバキア、陸上競技〈やり投げ・ヘルシンキ五輪金メダリスト〉、* 1922年）[551]
- 15日
  - 朝倉正昭（鹿児島県、体育学者、新体操指導者〈アトランタ・シドニー五輪新体操日本代表監督、国士舘大学元学長〉、* 1941年）[552]
  - クリス・リード（ アメリカ合衆国、フィギュアスケート〈アイスダンスでバンクーバー・ソチ・平昌五輪日本代表〉、* 1989年）[553]
- 17日 - 大串啓二（佐賀県、陸上競技（元日本陸上競技連盟総務委員長）、* 1934年）[554][555]
- 21日 - ロレンソ・サンス（ スペイン、実業家〈レアル・マドリード元会長。在任5年中に欧州CL2度制覇〉、* 1943年）[556]
- 22日 - ブランコ・シカティック（ クロアチア、キックボクシング〈K-1 GRAND PRIX '93王者〉、* 1954年）[557]

### 4月
- 2日 - 山田敬蔵（秋田県、陸上競技〈1952年ヘルシンキ五輪男子マラソン代表。1953年ボストンマラソン優勝。同マラソンには2009年まで15年連続出場を果たす〉、* 1927年）[558]
- 8日 - 中島篤志（群馬県、ゴルフ〈プロゴルファー・中嶋常幸の実弟で自身もゴルファーとして日本アマチュア選手権出場歴あり〉、* 1962年）[559]
- 9日 - 関根潤三（東京都、野球〈近鉄パールス投手、外野手、横浜大洋ホエールズ・ヤクルトスワローズで監督を歴任、史上初めて投手と野手の両方でオールスターにファン投票で選出。2003年に野球殿堂入り〉、* 1927年）[560]
- 12日
  - ダグ・サンダース（英語版）（ アメリカ合衆国、ゴルフ〈PGAツアー通算20勝。ゴルフウェアのカラフルさから「フェアウェーの孔雀」の異名を持つ〉、* 1933年）[561]
  - （死去報道）スターリング・モス（ イギリス、モータースポーツ〈F1通算16勝。しかし年間王者に一度もなれずに引退したため「無冠の帝王」と言われる〉、* 1929年）[562]
- 19日
  - 松下三郎（鹿児島県、柔道〈講道館理事。日本大学在学中に全日本学生選手権二度優勝。選手引退後は全柔連副会長やJOC理事などを歴任〉、* 1935年）[563]
  - スティーヴ・ダルコウスキー（ アメリカ合衆国、野球〈投手。マイナーリーグで剛速球を投げる左腕として有名。1988年公開の映画『さよならゲーム』のモデルとされる人物〉、* 1939年）[564]

### 5月
- 1日
  - マット・キーオ（ アメリカ合衆国、野球（投手。オークランド・アスレチックス・ニューヨーク・ヤンキース・阪神タイガースなどで活躍。阪神時代の1987年から3年連続で2桁勝利を記録）、* 1955年）[565]
  - 佐藤賢二（宮城県、競馬（千葉県競馬組合所属調教師・元騎手。トーシンブリザードやキタサンミカヅキ、ヒガシウィルウィンなどを管理。騎手として通算586勝、調教師として通算978勝を記録）、* 1950年）[566][567]
- 4日 - ドン・シューラ（ アメリカ合衆国、アメリカンフットボール（元ボルチモア・コルツ・マイアミ・ドルフィンズ監督。ドルフィンズ監督時代の1972年 - 1973年シーズンにスーパーボウル制覇を含む17戦全勝のパーフェクト・シーズンを達成。1994年には実息のデイブ・シューラとのNFL史上初の親子対決で勝利）、* 1930年）[568]
- 13日 - 勝武士幹士（山梨県、大相撲〈高田川部屋所属〉、* 1991年）[569]
- 14日
  - ロナルド・ルディントン（ アメリカ合衆国、フィギュアスケート〈1960年スコーバレーオリンピックペア銅メダリスト〉、* 1934年）[570]
  - ボブ・ワトソン（ アメリカ合衆国、野球〈ヒューストン・アストロズなどでプレー、MLB史上初の両リーグサイクルヒット達成者、* 1946年）[571]
  - フィリス・ジョージ（英語版）（ アメリカ合衆国、スポーツキャスター（1971年にミス・アメリカに選出。その後1975年から開始されたCBSテレビ『The NFL Today』で全米史上初の女性スポーツキャスターに就任。その後も競馬中継番組などで活躍）、* 1949年）[572]
- 19日 - 田中一朗（和歌山県、野球（元南海ホークス投手・外野手。元南海→ダイエー→ソフトバンク選手寮「若鷹寮」寮長）、* 1932年）[573]
- 22日 - アシュレー・クーパー（ オーストラリア、テニス（1958年に全豪オープン・ウィンブルドン・全米オープンで勝利。1991年に国際テニス殿堂入り）、* 1936年）[574]
- 23日 - 木村花（神奈川県、プロレス（スターダム所属、テレビ番組にも出演。また実母の木村響子も元プロレスラー）、* 1997年）[575][576]
- 25日 - バドン（ ブラジル、サッカー〈東京ヴェルディ1969、ブラジル女子代表などで監督を務める〉、* 1956年）[577]
- 30日 - ボビー・モロー（ アメリカ合衆国、陸上競技〈1956年メルボルンオリンピック100m・200m・4×100mリレー金メダリスト〉、* 1935年）[578]
- 31日 - ダニー・ハボック（ アメリカ合衆国、プロレス〈大日本プロレスに参戦経験あり〉、* 1986年）[579]

### 6月
- 2日
  - カルロ・ウビアリ（ イタリア、モータースポーツ、* 1929年）[580]
  - ウェス・アンセルド（ アメリカ合衆国、バスケットボール〈NBA・ワシントン・ブレッツ元選手・監督〉、* 1946年）[581]
- 4日 - ピート・ラデマッハー（ アメリカ合衆国、ボクシング〈1956年メルボルンオリンピックヘビー級金メダリスト〉、* 1928年）[582]
- 10日 - ジョニー・ウォーカー（ アメリカ合衆国、プロレス〈「ミスター・レスリング2号」のリングネームで活躍〉、* 1934年）[583]
- 13日 - マイク・マコーミック（ アメリカ合衆国、野球〈MLBサンフランシスコ・ジャイアンツなど所属〉、* 1938年）[584]
- 15日 - フィル・タカハシ（ カナダ、柔道、* 1957年）[585]
- 17日 - マルレーネ・アーレン、 チリ、陸上競技〈1956年メルボルンオリンピック女子やり投銀メダリスト〉、* 1933年）[586]
- 20日 - マリオ・コルソ（ イタリア、サッカー〈セリエAのインテルナツィオナーレ・ミラノでプレー、元同国代表選手〉、* 1941年）[587]
- 21日 - アーメド・ラディ（ イラク、サッカー〈イラク・リーグのアル・ザウラーSCでプレー、元同国代表選手〉、* 1964年）[588]
- 22日 - ピエリーノ・プラティ（ イタリア、サッカー〈セリエAのACミランなどでプレー、元同国代表選手〉、* 1946年）[589]
- 29日 - エルネスト・マルセル（ パナマ、ボクシング〈元WBA世界フェザー級王者〉、* 1948年）[590]
- 30日
  - キラー・ブルックス（ アメリカ合衆国、プロレス〈元NWA世界タッグ王者、日本プロレス、国際プロレスなどに参戦〉、* 1947年）[591][592]
  - アルフレッド・コティ（ ガーナ、ボクシング〈元WBOバンタム級王者〉、* 1968年）[593]

### 7月
- 5日 - ヴィリ・ホルドルフ（ ドイツ、陸上競技〈1964年東京オリンピック十種競技金メダリスト〉、* 1940年）[594]
- 6日
  - 渡田均（広島県、野球〈プロ野球審判員〉、* 1958年）[595]
  - 望月一（静岡県、野球〈元広島東洋カープ、福岡ダイエーホークス投手〉、メディカルトレーナー、* 1968年）[596]
- 16日 - トニー・テイラー（ キューバ、野球〈内野手、シカゴ・カブスなどでプレー〉、* 1935年）[597]
- 17日 - シルビオ・マルソリーニ（ アルゼンチン、サッカー〈ボカ・ジュニアーズで選手、監督を務める。元同国代表選手、* 1940年）[598]
- 18日
  - アリ・ミルザイ（ イラン、重量挙げ〈1952年ヘルシンキオリンピック56キロ級銅メダリスト〉、* 1929年）[599]
  - エカテリーナ・アレクサンドロフスカヤ（ オーストラリア《出生国は ロシア》、フィギュアスケート〈オーストラリア代表選手、2017年世界ジュニアフィギュアスケート選手権ペア金メダリスト〉、* 2000年）[600]
- 20日 - ダグ・ロジャース（ カナダ、柔道〈1964年東京オリンピック重量級銀メダリスト〉、* 1941年）[601][602]
- 28日 - アレクサンドル・アクシニン（ ソビエト連邦、 ロシア、陸上競技〈1980年モスクワオリンピック4x100mリレー金メダリスト【ソ連代表】〉、* 1954年）[603]
- 31日
  - マイク・ゲイル（ アメリカ合衆国、バスケットボール〈ニューヨーク・ネッツなどでプレー〉、* 1950年）[604]
  - ステファン・タタウ（ カメルーン、サッカー〈鳥栖フューチャーズなどでプレー、元同国代表選手〉、* 1963年）[605][606]

### 8月
- 9日 - カマラ（ アメリカ合衆国、プロレス〈ジャイアント・キマラの名前で全日本プロレスに参戦経験あり〉、* 1950年）[607]
- 19日 - 米田満（兵庫県、アメリカンフットボール（元関西学院大学ファイターズ選手・監督、関西学院大学名誉教授・元教授。2004年に日本アメリカンフットボール殿堂入りを果たす）、* 1928年）[608]
- 26日 - ボブ・アームストロング（ アメリカ合衆国、プロレス〈日本プロレス、新日本プロレスに参戦経験あり〉、* 1939年）[609]
- 27日 - 福嶋一雄（福岡県、野球（小倉高校出身の投手、高校野球で甲子園の土を最初に持ち帰った選手。2013年に野球殿堂入り）、* 1931年）[610]

### 9月
- 7日 - 中井光雄（滋賀県、競輪（特別競輪8度制覇、プロ選手として初の世界選手権出場を果たす）、* 1933年）[611]
- 15日 - パット・スマレン（ アイルランド、競馬（元騎手。アイルランドとイギリスで通算1892勝。2002年のジャパンカップ、2013年・2014年のワールドスーパージョッキーズシリーズ参戦のため来日した経験も持つ）、* 1977年）[612]
- 23日（死去公表日） - アニマル・ウォリアー（ アメリカ合衆国、プロレス（ザ・ロード・ウォリアーズの一員として活躍。日本でも2007年に佐々木健介とタッグを組んだことでも知られる）、* 1960年）[613]
- 29日 - 湯原祐希（千葉県、ラグビー（トップリーグ・東芝ブレイブルーパス所属（コーチ・元選手）。2011年ワールドカップ・2015年ワールドカップ日本代表）、* 1984年）[614]

### 10月
- 8日 - チャールズ・ムーア（ アメリカ合衆国、陸上競技（1952年ヘルシンキ五輪男子400メートル障害金メダリスト）、* 1929年）[615]
- 19日（遺体発見日） - 嶋田功（北海道、競馬（元日本中央競馬会騎手・調教師。騎手時代にオークスを5勝し「オークス男」と呼ばれる）、* 1945年）[616]

### 11月
- 17日 - ロイヤル小林（熊本県、ボクシング〈1972年ミュンヘン五輪日本代表、元WBC世界ジュニアフェザー級王者〉、* 1949年）[617]
- 24日 - 木内幸男（茨城県、野球（土浦第一、取手第二、常総学院高等学校野球部元監督）、* 1931年）[618]
- 25日 - ディエゴ・マラドーナ（ アルゼンチン、サッカー〈ボカ・ジュニアーズやFCバルセロナ などでプレー、元同国代表選手、1986年ワールドカップ最優秀選手〉、* 1960年）[619]

### 12月
- 1日 - アーニー・ロビンソン（ アメリカ合衆国、陸上競技（1976年モントリオールオリンピック走幅跳金メダリスト）、（* 1948年）[620]
- 2日 - レイファー・ジョンソン（ アメリカ合衆国、陸上競技（ローマ五輪十種競技金メダリスト、1984年ロサンゼルスオリンピック聖火点火者）、* 1934年）[621][622]
- 4日 - 谷田（現姓・井戸川）絹子（大阪府、バレーボール（1964年東京五輪代表「東洋の魔女」の一人。エースアタッカーとして金メダル獲得に貢献）、* 1939年）[623]
- 6日 - デニス・ラルストン（ アメリカ合衆国、テニス（ダブルスで四大大会5度優勝、国際テニス殿堂）、* 1942年）[624]
- 8日 - アレハンドロ・サベーラ（ アルゼンチン、サッカー（元同国代表・代表監督）、* 1954年）[625]
- 9日 - パオロ・ロッシ（ イタリア、サッカー〈ユヴェントスやACミランでプレー、元同国代表、1982年ワールドカップ最優秀選手〉、* 1956年）[626]
- 15日 - 定延一平（大阪府、ゴルフ（プロゴルファー、2002年にプロに転向。2005年の『マンダムルシードよみうりオープン』3日目で当時史上22人目となるアルバトロスを達成）、* 1977年）[627]
- 19日 - 久光重貴（神奈川県、フットサル（元日本代表）、* 1981年）[628]
- 21日 - ワテソニ・ナモア（ トンガ、ラグビー（大東文化大学・三洋電機（現・パナソニック）で活躍。1986年・1988年度の全国大学ラグビー選手権優勝に貢献。シナリ・ラトゥと共に「トンガ旋風」を巻き起こす）、* 1964年）[629]
- 24日 - ダニー・ホッジ（ アメリカ合衆国、プロレス〈元NWA世界ジュニアヘビー級王者、日本プロレスに参戦経験あり、BI砲からインターナショナル・タッグ王座を奪取〉* 1932年）[630]